# Архитектура средневековой Осетии

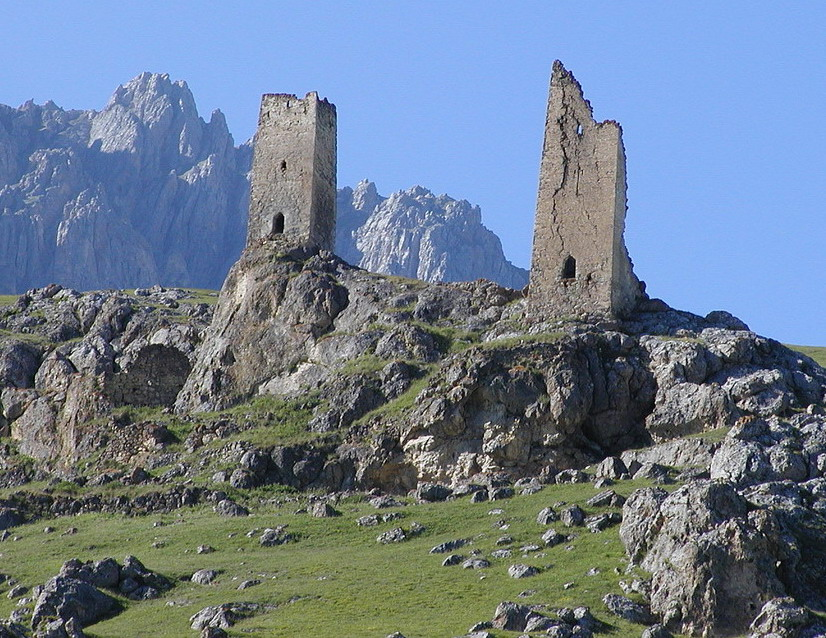
Башни Цагараевых и Габисовых в местечке Халгон над древним Цымыти

Архитектура средневековой Осетии — созданные на протяжении веков свидетельства уникальной материальной культуры на территории современной Северной Осетии.
На территории расположено большое количество архитектурных памятников, самыми выдающимися из которых являются средневековые башни и замки, широко распространённые в горной зоне. Оборонительные сооружения подразделяются на боевые и полубоевые жилые башни, замки, наскальные и пещерные крепости, заградительные стены. Для каждого из этих видов памятников характерны определённые способы сооружения, особая планировка и определённое назначение. В Осетии отмечено более трёхсот башен различной степени сохранности, лучше всего сохранились боевые башни, гораздо в более худшем состоянии жилые.
Башни, равно как и склепы, в основном перестали строиться в XVIII в. Большое количество башен и других укреплений было уничтожено или повреждено во время карательной экспедиции генерала Абхазова в Осетии 1830 года. Документально подтверждено разрушение башни Шанаевых в селении Даргавс, Карсановых в Ламардоне, трёх башен в селении Чми, селения Барзикау, Лац, Хидикус, Уаласых, всего 10 населённых пунктов были сожжены и разрушены. Также башни и крепости массово уничтожались во время различных карательных экспедиций в Южную Осетию. Более 30 укреплений было разрушенно во время грузинской экспедиции в Кударское ущелье в 1711 году.

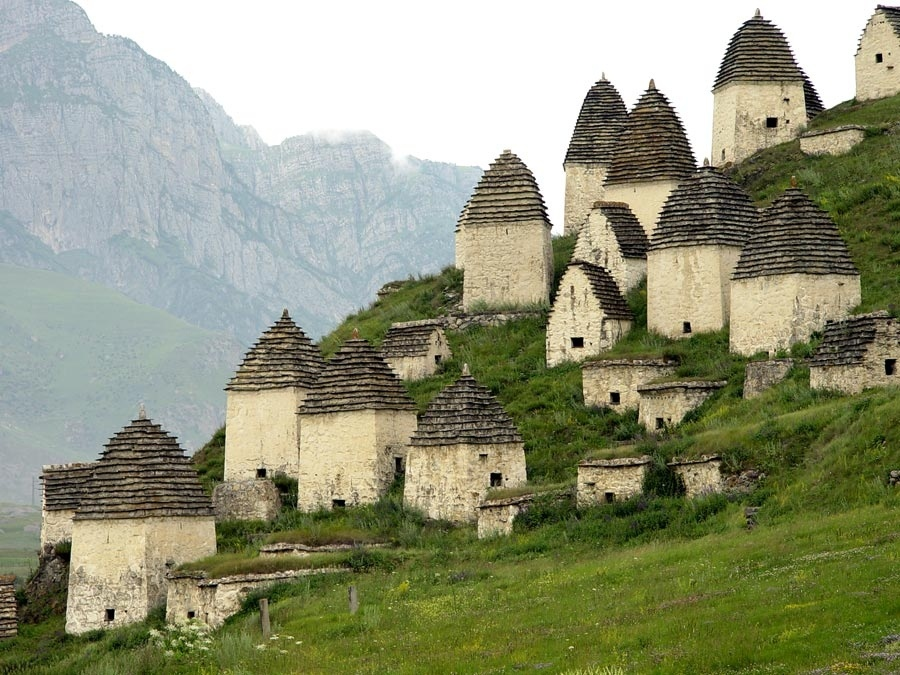
Некрополь у селения Даргавс — крупнейший на Северном Кавказе

О последовательном уничтожении башен упоминает Коста Хетагуров в этнографическом очерке «О́соба» (1894).
В настоящее время в Нарской котловине, да и во всей Осетии, нет ни одной сохранившейся в целости башни; все они, по распоряжению русского правительства, были разрушены в сороковых и пятидесятых годах прошлого столетия.
Значительное влияние на осетинскую архитектуру (и культуру в целом) оказало переселение существенной части осетин в конце XVIII-начале XIX века (особенно с 1820-1830-х гг.) с гор на равнины Северного Кавказа, что привело к формированию новых типов традиционной архитектуры (хотя отдельные осетинские поселения в предгорьях возникали и раньше — с XVI в.).

## Планировка поселений

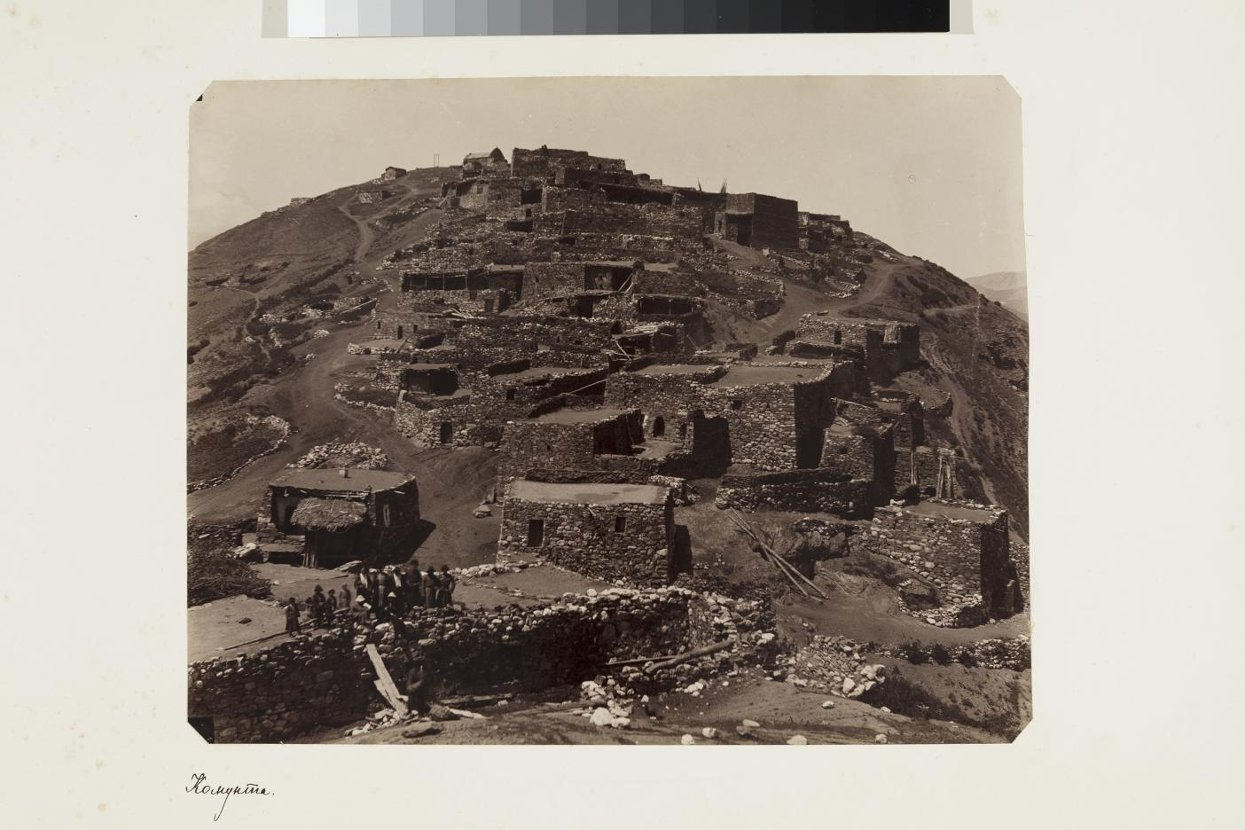
Дигорское село Камунта, 1890-е гг.

В горных районах Осетии выработался особый тип селений (сёл, аулов): они часто устраивались в неприступных местах, помимо целей обороны от возможного противника, такая практика осуществлялась для экономии пахотных земель (по этой же причине селения устраивались на горных склонах, как правило, находясь на каком-нибудь уступе или спускаясь по крутому скату). Горные осетинские аулы — очень маленькие, по подсчётам Хетагурова, на одну квадратную версту (≈1,1381 км²) приходилось с десяток селений. В каждом селении либо же в близости от них присутствовали башни и галуаны. В некоторых селениях Северной и Центральной Осетии было до 8-12 башен, принадлежавших тому или иному роду, патронимии, или даже семейной общине. Горные аулы имеют линенйную или кучевую планировку жилых зданий. В скученных поселениях дом мог нередко пристраивался к поверхности горы, таким образом, составлявшей одну из стен здания, для чего в скале вырубали прямоугольную выемку, после чего пристраивали остальные стены здания. Также из-за скученности горные осетинские поселения были единой постройки в несколько ярусов: дома очень плотно примыкали друг к другу, одна постройка могла нависать над другой, а крыши нижних построек могли служить террасами для верхних. Улицы были очень узкие и кривые, нередко кончались тупиками. По-видимому, первоначально горные сёла были объединениями родов, о чём говорят следы патронимических кварталов в некоторых селениях, в которых жили представители определённого рода. Также образовывались и родовые поселения, все жители которого принадлежали к одному роду. Соответственно, фамилия выносилась в название села. Примером может послужить селение Абайтикау (осет. Абайтыхъæу) Алагирского района РСО, чьё название значит с осет. — «село Абаевых». Также в качестве примера можно привести Кесатикау в том же районе (осет. Хъесатыхъæу — с осет. — «село Кесаевых»).
Равнинные поселения осетин имеют уличную планировку, и, как правило, они устраивались по берегам рек, желательно близ лесов. В осетинском равнинном ауле имелась главная длинная улица, пересекавшаяся несколькими более мелкими переулками, а если аул был особо большим, то параллельно главной улице проходили и другие. Дома располагались по обеим сторонам улиц в ряд, усадьбы непосредственно примыкали друг к другу. Размеры равнинных поселений, в отличие от горных, достаточно большие — насчитывают 300-1000 дворов и больше. Помимо непосредственно домов, в них также располагались административные, бытовые и культурно-просветительские учреждения. Однако первоначально ввиду  политики царской администрации (в частности, выражавшейся в переносе осетинских поселений с одного места на другое) равнинные осетинские сёла строились без особой планировки, врассыпную, или по старинке, скученно. Более «цивилизованная» планировка укореняется только в конце XIX в., не без помощи усилившегося контроля властями за порядком переселения осетин на равнину. Образование же равнинных сёл происходило следующим образом: во главе переселенцев стояли феодалы и старейшины, которым царская администрация давала возможность переселяться вместе со своими рабами или крепостными-кавдасардами или собирать новых поселенцев по своему усмотрению. По их же фамилиям, как правило, новые равнинные сёла и получали название. Выходцы из одной местности и люди, связанные родственными узами, предпочитали селиться в одном месте, образуя в селениях отдельные кварталы. Родовые кварталы в равнинных селениях также присутствовали, однако ввиду дробления больших семей, семейных общин. Рост селений происходил за счёт семейных разделов внутри села, отдельных или подселений горцев-переселенцев к своим родичам на равнине, но тут проявился свой уникальный признак — сёла стали возникать по религиозному признаку: так, православным христианам для возведения нового села администрация выдавала участок отдельно от мусульман. По итогу православные сёла возникали отдельно от мусульманских. Разделение по религиозному признаку соблюдалось и при введении общинного землепользования и проведения в этой связи размежевания земель.

## Башни
Башни являются одними из самых узнаваемых элементов традиционной осетинской архитектуры. Башни являлись архитектурными доминантами поселений, возвышаясь над горными ущельями и проезжими дорогами. Высота башен позволяла издалека наблюдать за противником и подачи сигналов (например, сообщений о тревоге) жителей ущелий путём зажигания костров на их верхушках. Как правило, они имеют четырёхугольную планировку, внешне имея вид усечённой пирамиды. Основными отличиями осетинских башен от аналогичных у других народов Кавказа являются внешний вид, характер каменной кладки и некоторые менее значительные. Прежде всего, осетинские башни обладают плоской крышей, в то время как у вайнахских башен, например, ступенчатые пирамидальные крыши, сложенные из каменных плит. Существует три типа башен в зависимости от функционального предназначения.
Полубоевые жилые башни (осет. гæнах, [ганах]) представляют собой укреплённые строения, предназначенные и для жилья, и для обороны. Их основание было квадратное по форме. Обычно полубоевые башни имеют три-четыре этажа: первый использовались как хлев и зернохранилище, на втором этаже размещалась жилая комната с очагом (также служившая спальней), на третьем и четвёртом были помещения для гостей и кладовые. Также третий этаж мог использоваться как оборонительное сооружение. В центре жилой башни-ганаха обычно находился опорный столб, выложенный из обработанного камня, на нём держались балки перекрытий. Самым главным и значимым местом в таких сооружениях был очаг (осет. къона), над которым висела надочажная цепь (осет. рæхыс). Место очага и надочажная цепь были особо значимыми и очень оберегались. Над очагом давали клятвы, нередко прощали кровников. Последний этаж жилых башен-ганахов нередко использовался для обороны, стены верхнего этажа возвышались над кровлей, образуя парапет. Это значительно усиливало боевые возможности защитников башни, которые вели бой с кровли.
Боевые башни имеют в среднем 4-6 ярусов (самые высокие до семи), малую по сравнению с полубоевыми площадь квадратного по форме основания — 8-10 м, и наклонные стены, предназначавшиеся для создания рикошетирующей поверхности и увеличения поражающего эффекта сбрасываемых камней. В высоту боевые башни достигали более 20 м. Самые ранние башни строились насухо, без связующего раствора, позднее стал широко применяться известковый и песчано-известковый раствор. Обычный строительный материал используемый для постройки — камень, обломки скального плитняка, распространённого в данной местности. Для нужд строительства заготавливали также глину. Что касается деревянных деталей конструкции, то и в этом случае конечно, ценилась твёрдая древесина, например, дуб. Однако межэтажные перекрытия покоились на балках из хвойных пород. Деревянными в башне были каркасы межэтажных перекрытий, двери, замки и переносные лестницы или брёвна с зарубками-ступеньками. Боевые башни обычно возводились в сёлах. Первый этаж боевых башен использовался для помещения пленных, второй — для стражи и хранения запасов, самый верхний — для наблюдения и ведения боя, остальные же — для житья защитников и их семейств. На втором этаже присутствовал проём, закрывавшийся толстой дубовой дверью, и через который с помощью длинной приставной лестницы во время опасности забирались жители, после чего её убирали. Сообщение между этажами осуществлялось через лазы в углах каждого яруса и с помощью приставной лестницы.
Жилые башни (осет. мæсыг), как и полубоевые, относятся к горным жилищам.
По классификации кавказоведа Бориса Калоева, осетинские башни делятся на сторожевые, и боевые: жилые и защитные. Сторожевые башни (они же наблюдательные) сооружались на высоких местах, с хорошим и доступным видом на подступы к ущелью или селу.

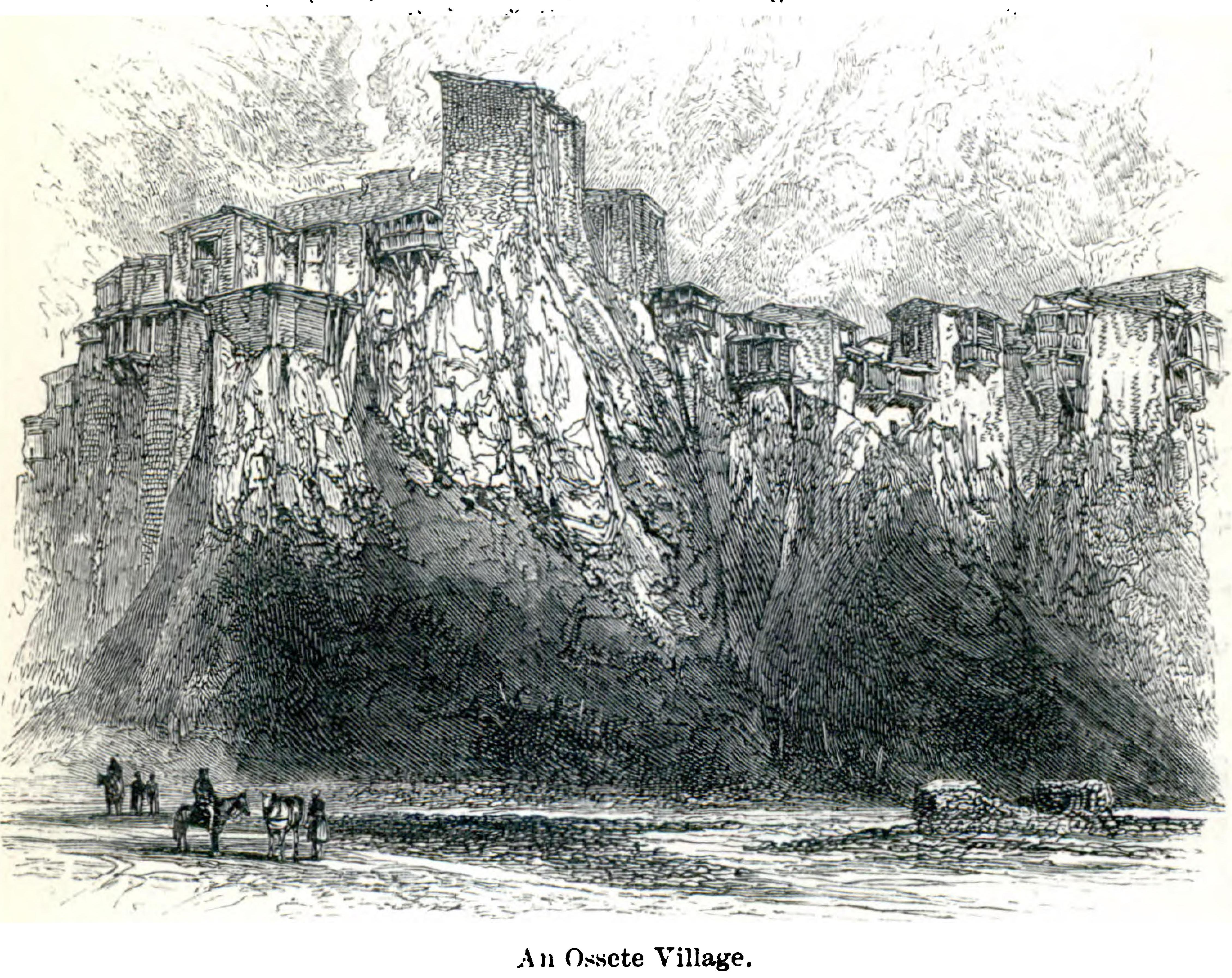
Осетинский аул, рисунок из книги Дугласа Фрешфилда «Travels in the central Caucasus and Bashan» (1869 г.)
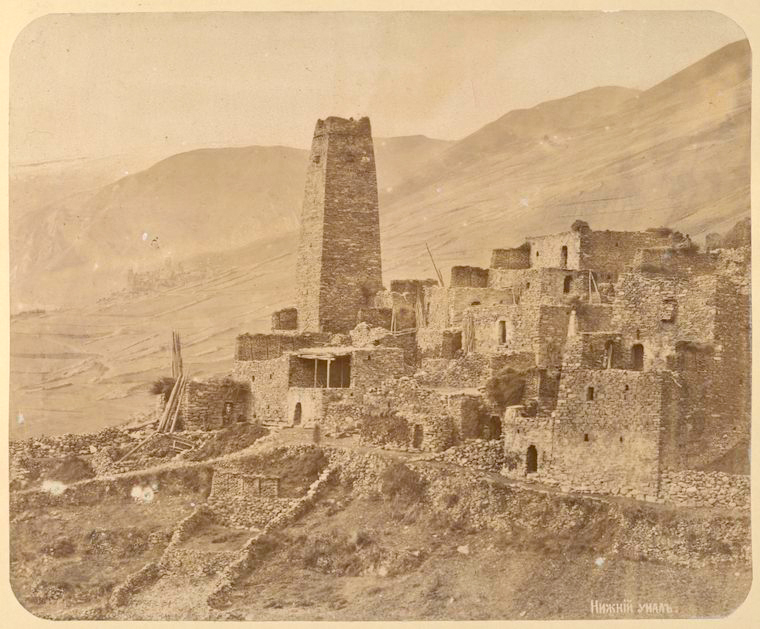
Cеление Нижний Унал, 1886 год
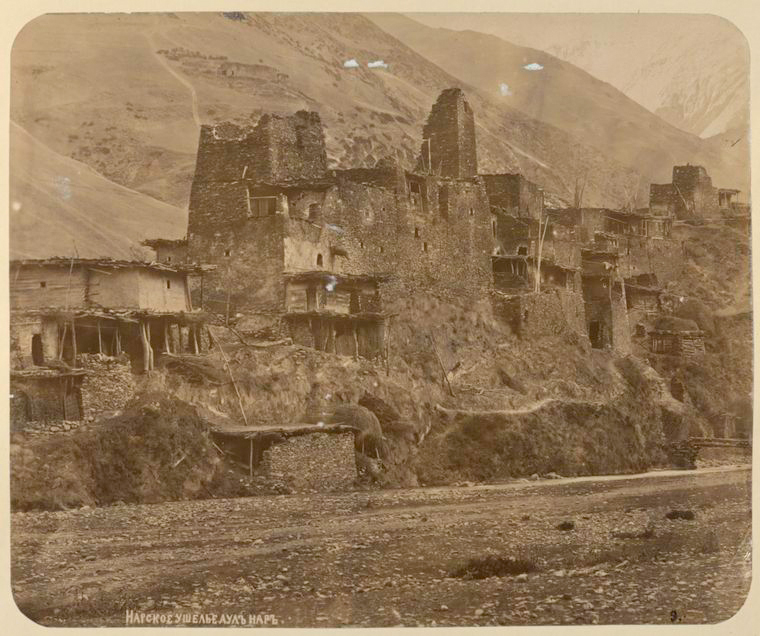
Селение Нар, 1886 год
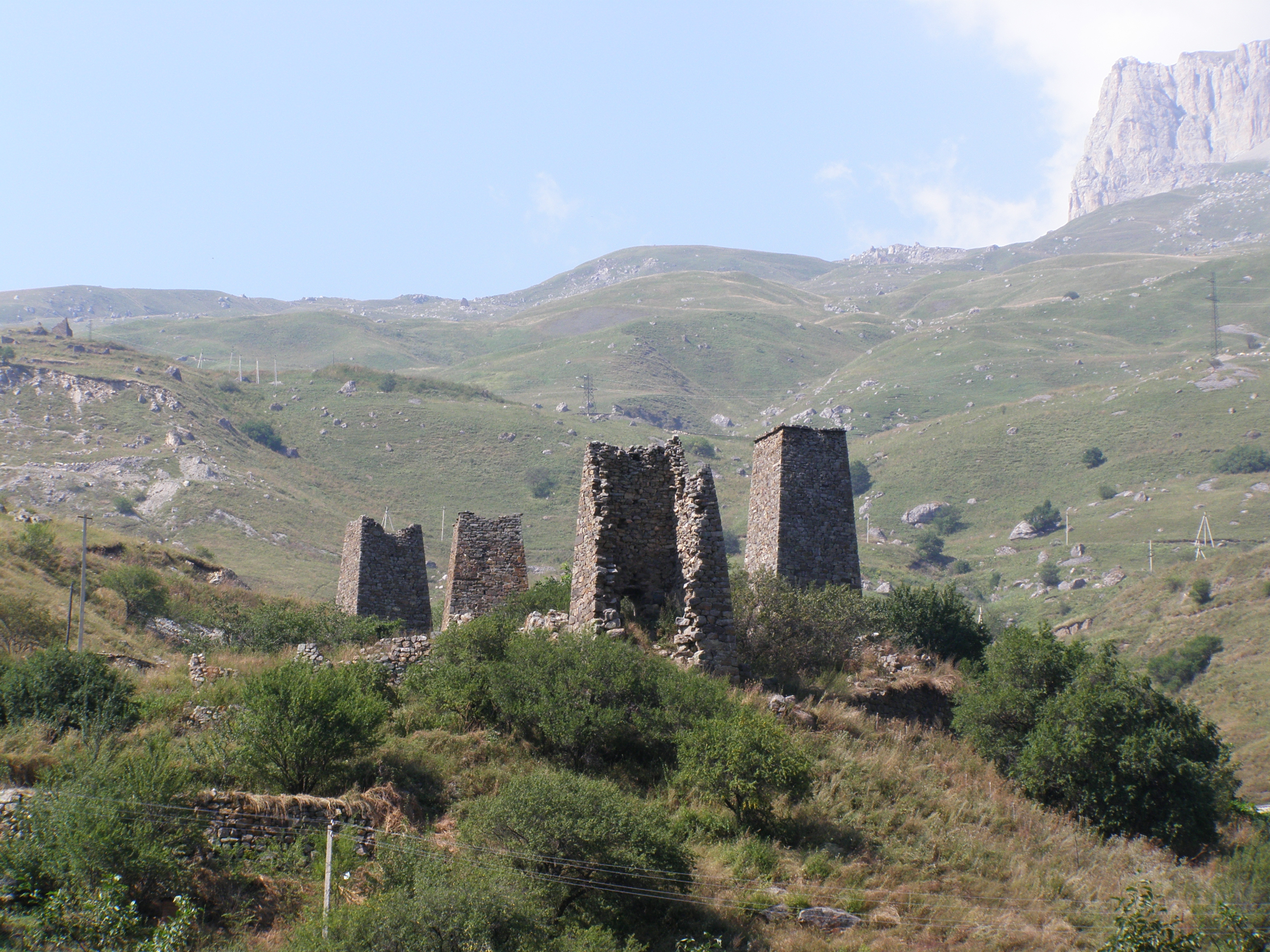
Селение Харисджин
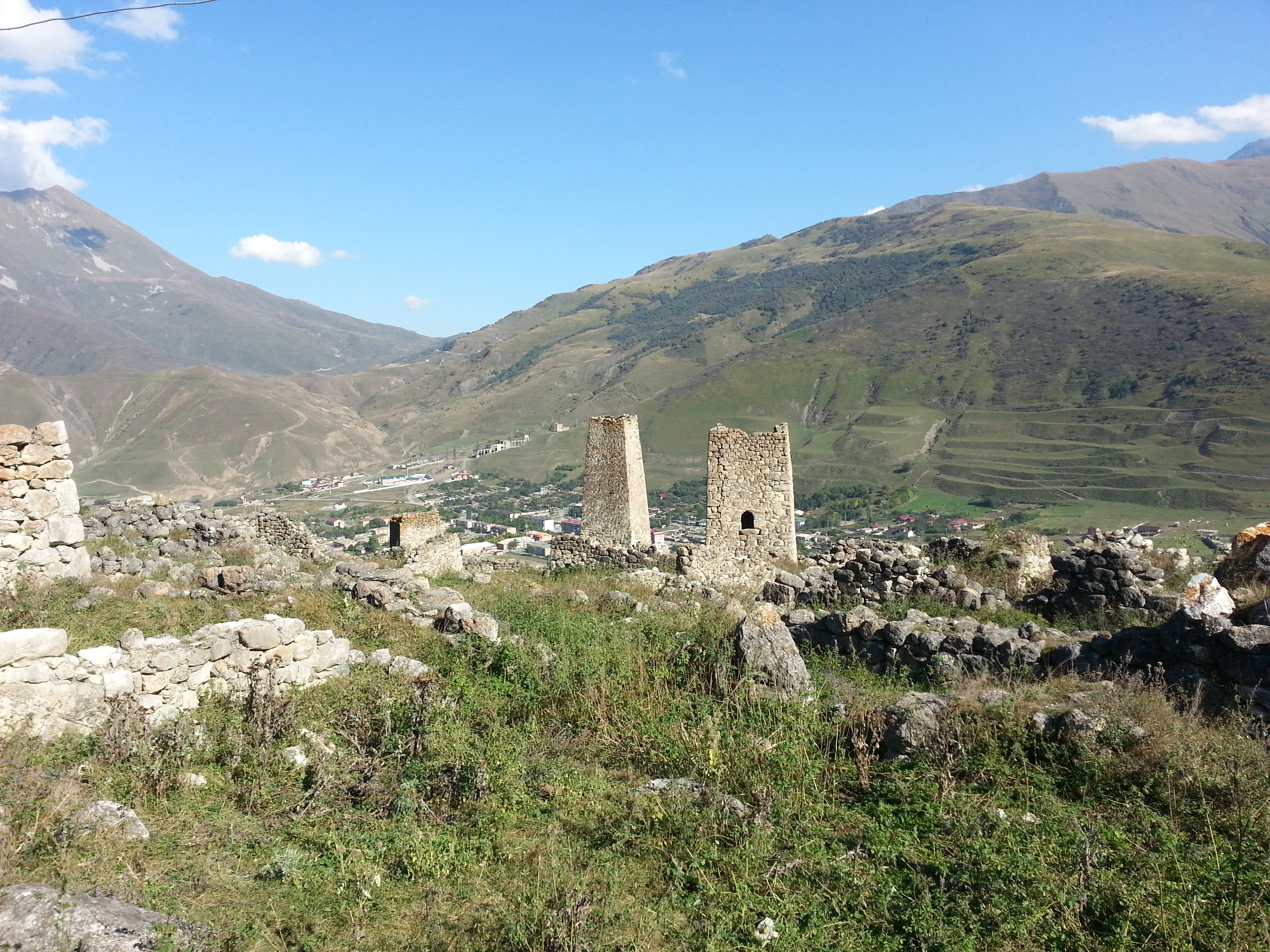
Разрушенные башни в селении Цымыти
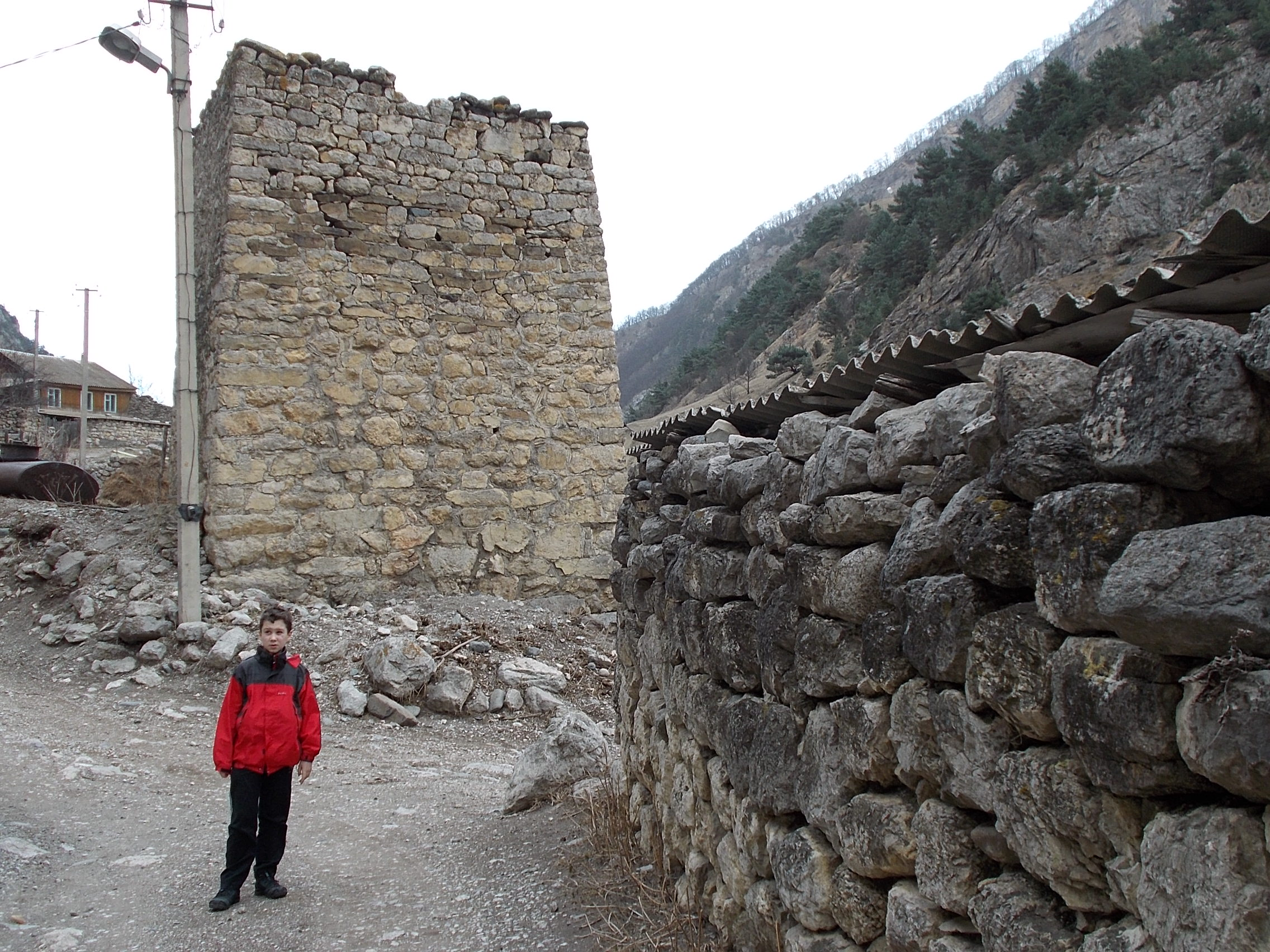
Башня Елкановых (Гутновых, Гутиевых) в селе Дзивгис
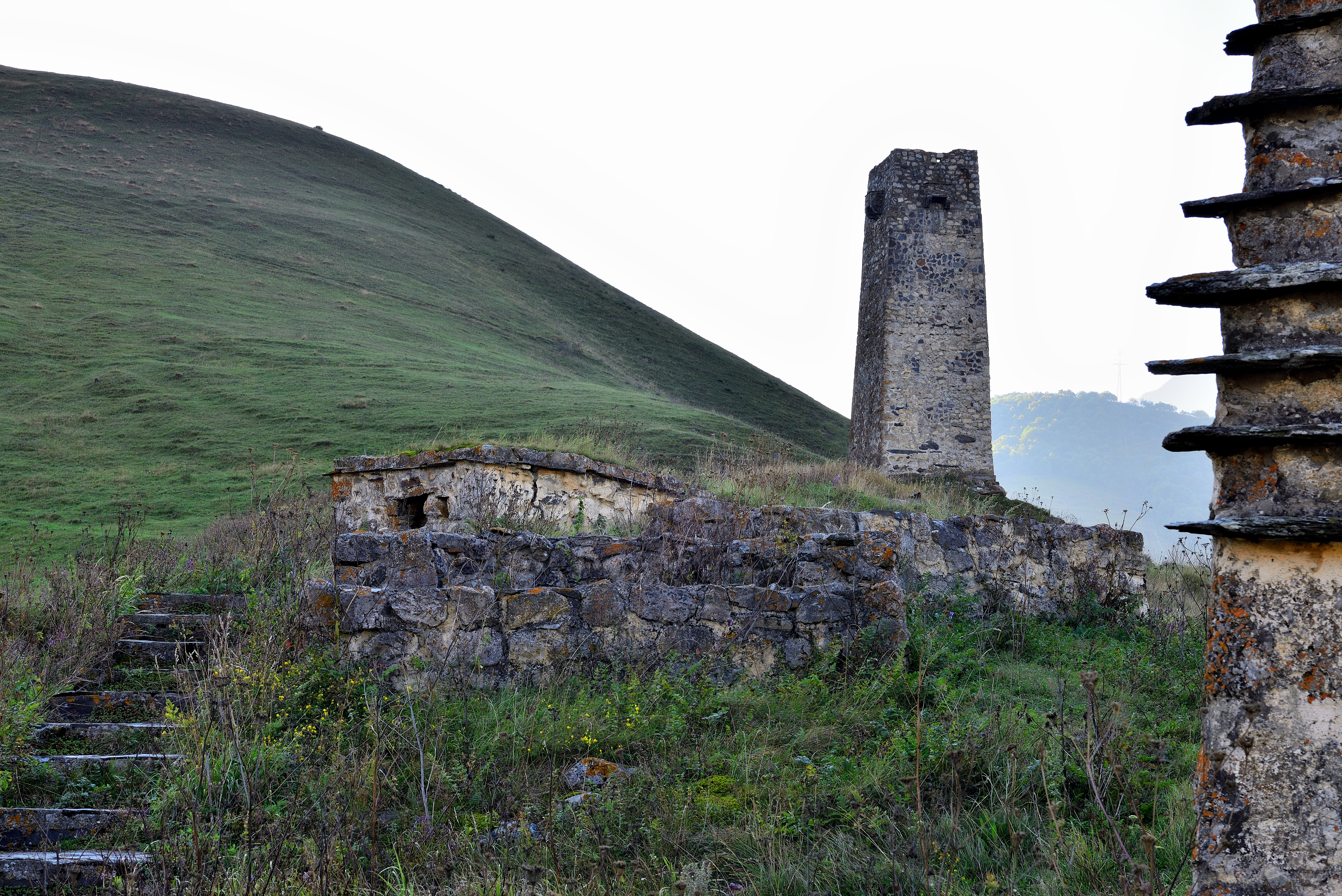
Сторожевая башня Аликовых, Даргавс
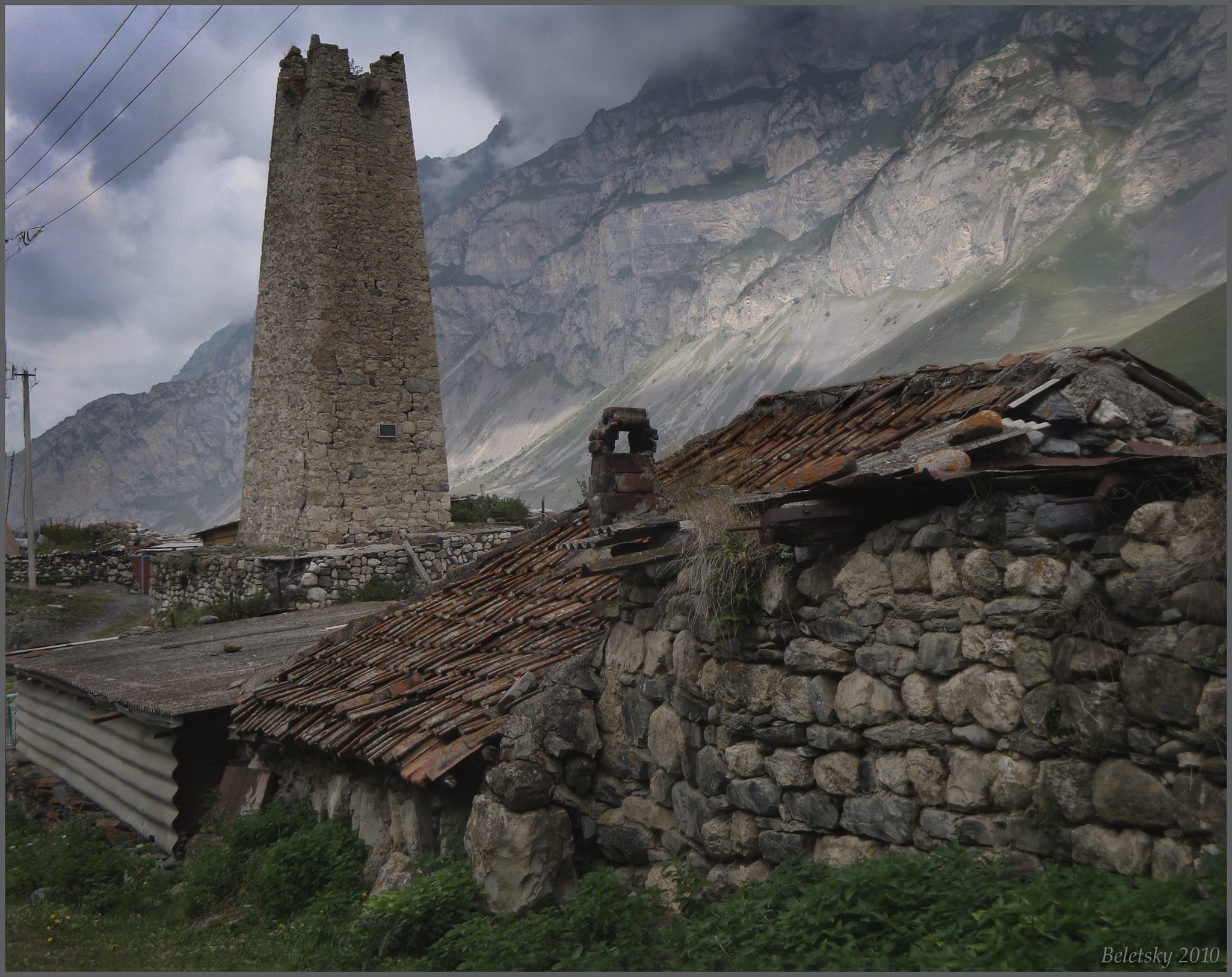
Башня Мамсуровых в том же селе
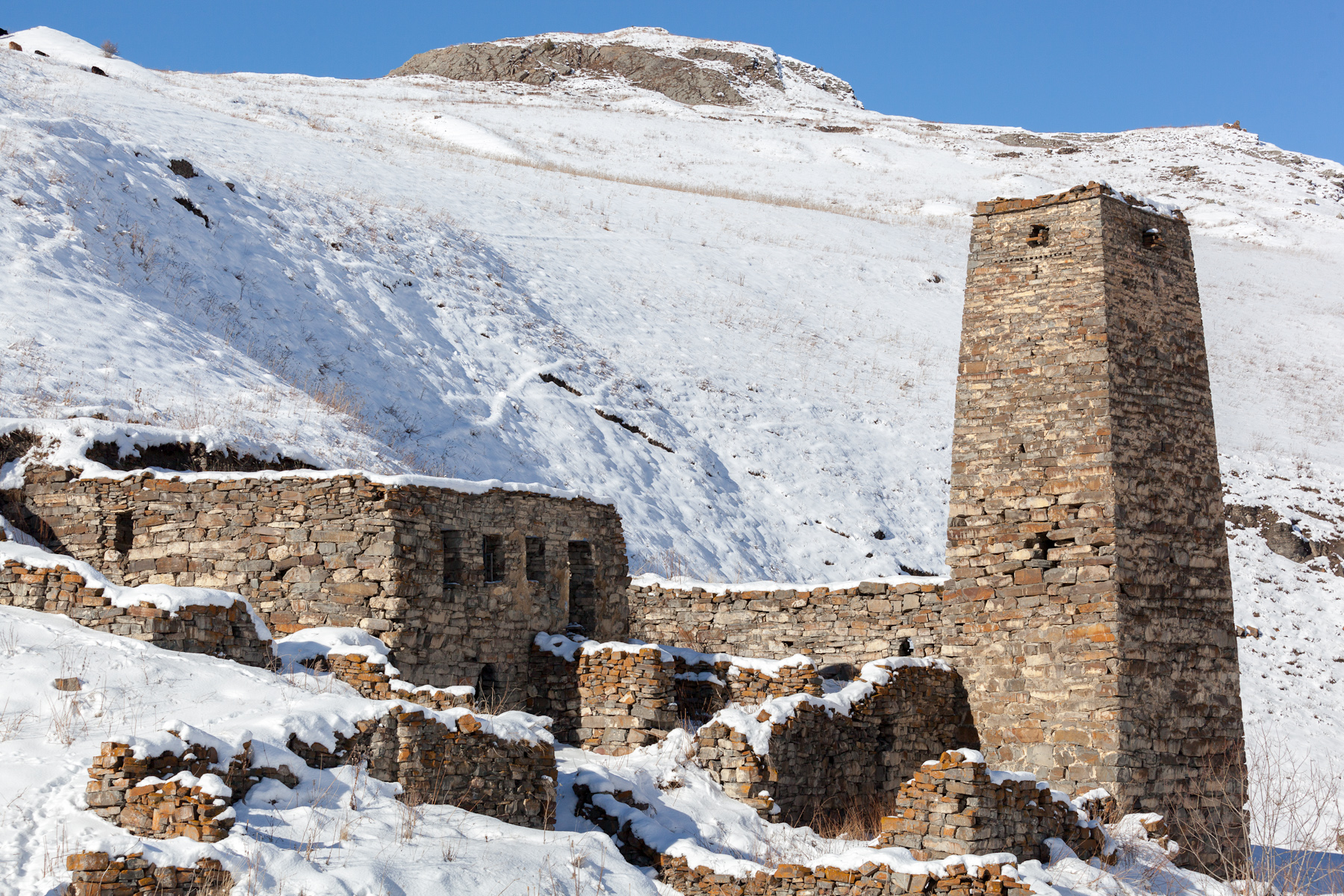
Архитектурный комплекс в селе Галиат (Ирафский район РСО, Дигория)

Постройка башен была очень дорогим делом, которое могли позволить лишь очень богатые роды. Строители могли быть как и осетинскими мастерами, так и пришлыми. Строительство начиналось с расчистки площадки и укладывания краеугольных камней, это были самые массивные, часто обработанные, каменные глыбы. Важным моментом при строительстве башни было устройство межэтажных перекрытий, служивших одновременно потолком для нижних этажей и полом для последующего. Обычно перекрытие опиралось на несколько горизонтально уложенных брёвен, концы которых укладывались в специальные ниши в стенах башен. Укладка брёвен не была канонической: они укладывались как от передней стены к задней, так и поперёк. Бревна-матицы перекрывались плотным рядом жердей. Леса при строительстве башен не использовались, тяжёлые предметы вроде камней и балок поднимались изнутри при помощи ворота. Строителями башен особое внимание оказывалось бойницам — внутренним и навесным, так как кроме мощи стен главной формой защиты было ведение боевых действий из башни. Именно для этой цели устраивались разнообразные бойницы, появление которых на оборонительных сооружениях связывается исследователями с распространением на Кавказе огнестрельного оружия. Бойницы башен представляли собой узкие сквозные отверстия (одинарные, двойные, изредка и тройные), устроенные в специально предназначенных для того нишах, в количестве от 3 до 6 на каждом этаже. Располагались они с учётом наиболее полного кругового обзора прилегавшей к башне местности и имели самое разнообразное направление, чаще всего вниз или в сторону. Размеры ниш были настолько малы, что в них при всём желании не втиснулось бы плечо стрелка-лучника. Бойницы изнутри были намного шире выходного отверстия, так что стрелок имел возможность наводить оружие в разных направлениях. Машикули выстраивались на выступающих из стен консольных камнях. Боевые башни из-за того, что почти полностью выполнены из камня (кроме деревянных дверей входных проёмов) были вполне противопожарные. Впрочем, есть башни и со следами пожаров, остатками обуглившихся балок межэтажных перекрытий. Но они сгорели, надо полагать, в результате поджога уже после захвата башни. Многие были взорваны карателями, зачастую разрушению подвергался один из углов башни, а остальные доделали стихии и время.
Башни в Тагаурии имели одну конструктивную особенность: перекрытия между первым и вторым этажами боевых башен обычно сводчатые, выложенные из камня. Первоначально они поддерживались двумя пересекающимися в центре свода арками, но впоследствии местные мастера освоили технику ложного свода настолько хорошо, что арки в качестве конструктивного элемента стали ненужными. Однако они сохранились как чисто декоративный элемент: пересекающиеся нервюры расчленяют свод, а в точке пересечения заключён замковый камень. Остальные междуэтажные перекрытия делались из брёвен, вставлявшихся концами в специальные пазы в стенах.
В Куртатинском ущелье сохранилось немалое количество памятников средневековой архитектуры, важными из которых являются заградительные стены, замковые комплексы и стратегические башни (Хакуна, Уалласых, Халагон, Цазиу). Когда-то входившие в комплекс хилакской крепости. Указанные объекты архитектуры нашли своё отражение в легендах и преданиях, заметках путешественников (немецкий путешественник Юлиус Клапрот, В. С. Толстой, И. Бларамберг.
Появление и дальнейшее оформление башен различных видов и предназначений в классическом виде (равно как и других оборонительных сооружений) произошло после монгольского вторжения в XIII в., нанёсшего существенный урон Аланской державе и оттеснения алан в горы. К формированию оборонительных зданий, в частности, подтолкнули ужесточившиеся межродовые и межплеменные разногласия, недостаток подходящих земельных участков для строительства жилья и суровые горные условия в целом (в свою очередь, равнину заняли кабардинцы). По другой версии, оборонительные сооружения у осетин возникли ещё в эпоху военно-родового строя, но продолжали активно эксплуатироваться и во время феодальных отношений. Помимо современного ареала расселения осетин, башни встречаются и на землях, исторически принадлежавших Алании: в Балкарии и Карачае.

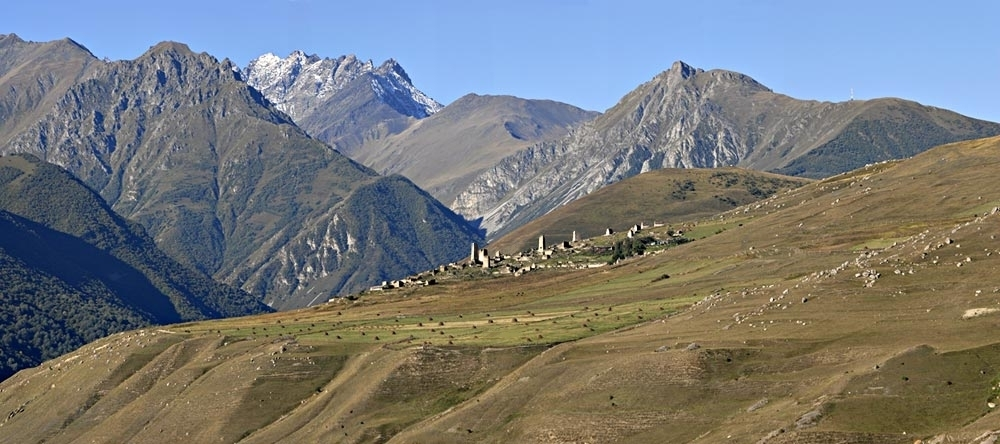
Вид на башенное селение Цымыти в Куртатинском ущелье

## Склепы

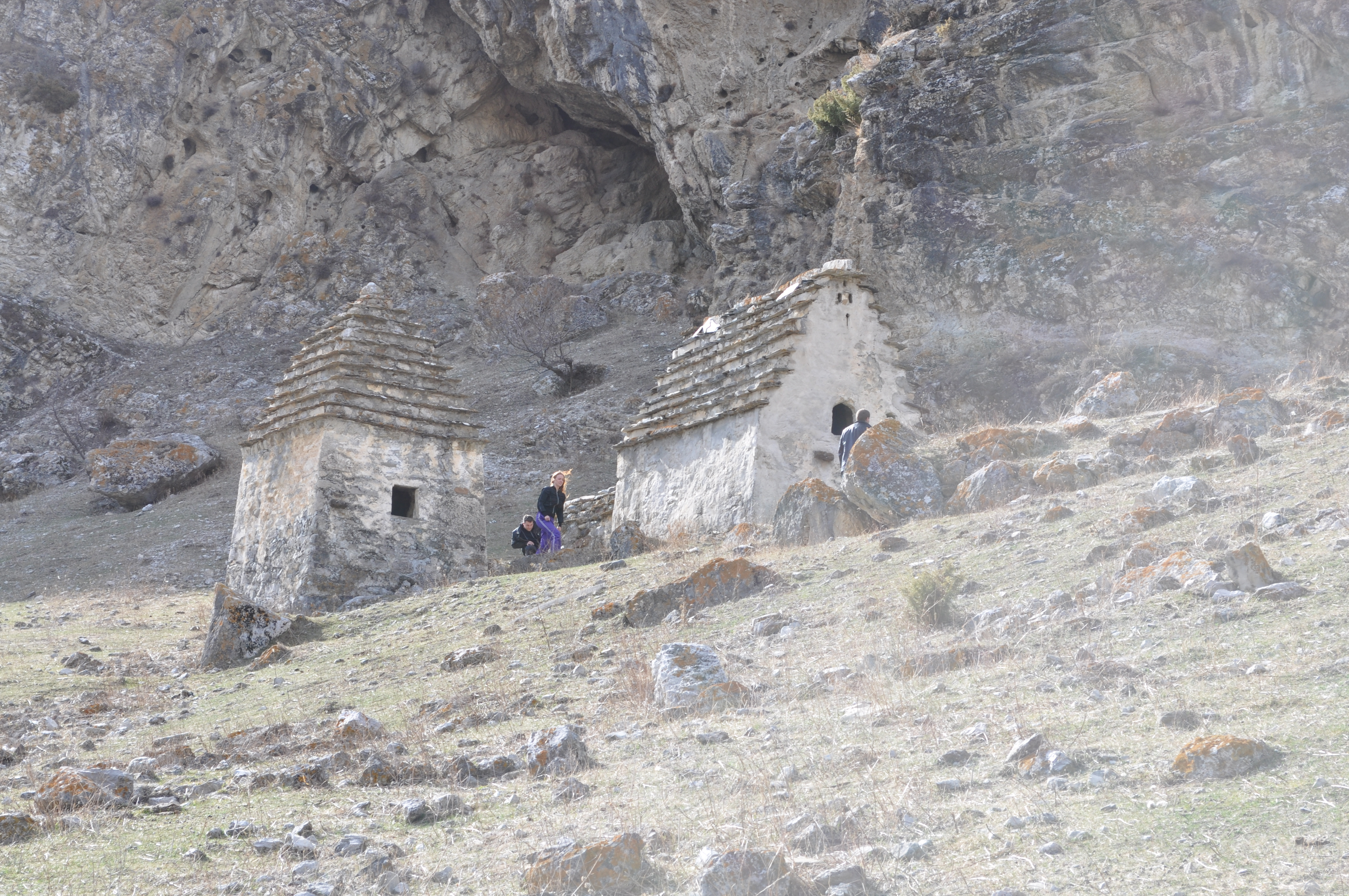
Склепы в селе Дзивгис

Среди памятников архитектуры необходимо также отметить могильные склепы (осет. заппадз), являющиеся неотъемлемой чертой осетинской горной архитектуры и сформировавшиеся, опять же, ввиду условий жизни в горах и дефицитом земли (а также пережитков древних верований, восходящих к родовому строю и практики захоронения членов рода в одном месте). Всего выделяются три типа склепов: подземные (V-IX вв.), полуподземные (IX-XIV вв.) и надземные (XIV-XVIII вв.). Собственный склеп присутствовал у каждого рода.
Вблизи практически каждого горного поселения строилось несколько склепов, иногда образуя некрополи (расцвет строительства некрополей наблюдается, начиная с XVI-XVII вв.). Обычно они сооружались на окраине, на небольшом расстоянии друг от друга, но зачастую были разбросаны по всему поселению, примыкая практически к каждому дому. Внутри деревянными настилами склеп разделялся на несколько этажей в зависимости от типа. На каждый этаж с земли можно было попасть через небольшой четырёхугольный лаз. Удивителен тот факт, что зачастую умерших клали в небольшие ладьи, что не встречается ни у одного другого народа Кавказа, иногда рядом клали весло (при этом на территории Осетии нет судоходных рек). Вероятно, данная погребальная практика является отголоском существования древнего малоизученного культа, связанного с погребением. Склепы использовались на протяжении очень длительного времени (последние захоронения в склепах относятся к началу XX века) и становились последним пристанищем для целых поколений горцев.
Классическим примером подобной погребальной архитектуры является т.н. «Город мёртвых» — могильный комплекс XIV-XVIII вв., расположенный на склоне горы Раминыраг неподалёку от села Даргавс. Этот комплекс является крупнейшим на Кавказе некрополем. Создание могильника связано со страшной эпидемией чумы. Архитектурный ансамбль некрополя состоит из 97 различный сооружений, которые можно разделить на три основных типа: надземные склепы с пирамидальной кровлей, надземные склепы с двускатной формой кровли и гораздо меньшие по размеру полуподземные склепы, входящие одной стороной в склон. Склепы строились до трёх ярусов высотой (с деревянными перекрытиями внутри), в плане они квадратные. Склепы подобной планировки характерны только для Северной Осетии.
Склепы распространены по территории Осетии неравномерно — например, их почти нет в Наро-Мамисонской котловине и на западе Южной Осетии. По другим данным, склепы сосредоточены как раз в Северной Осетии, а в Центральной и Южной они очень редки. Здесь распространены подземные и полуподземные склепы. Захоронения в склепах практиковались наряду с погребением в каменных ящиках.
С принятием христианства и возникновением культовых сооружений склепы начали обустраиваться и в них или в близости от них: так, два мавзолея расположены близ Сентинского храма 965 г. (см. ниже).

## Замки (галуаны)
Замок (осет. галуан) представляет собой укреплённый комплекс, состоящий из боевых, жилых и хозяйственных построек (включая боевую и жилую башни), защищённых высокими каменными стенами. В таких замках жили, как правило, крупные феодалы и большие патриархальные семьи и патронимии. Галуаны сооружались на неприступных скалах, либо на возвышенностях, откуда открывался хороший обзор на ущелье. Такое мощное сооружение господствовало над окружающей местностью, составляя важную часть обороны местности наряду с боевыми башнями. Нередко возле замков и крепостей строились селения, жители которых в случае опасности могли укрыться в постройке. Наиболее активное строительство подобных комплексов начинается в средневековье. Галуаны присутствуют практически в каждом селении Алагирского и Куртатинского ущелий.

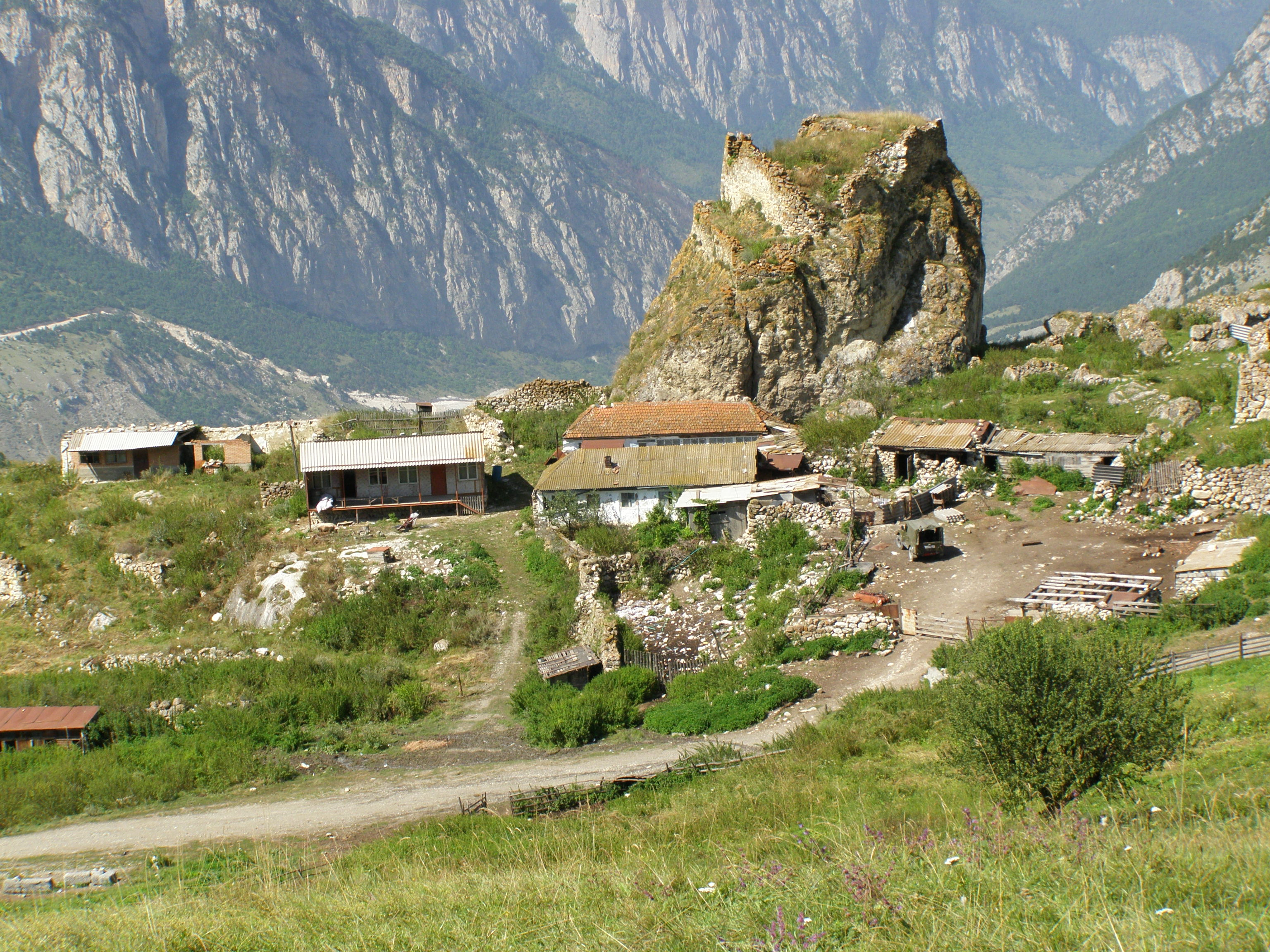
Остатки средневековой крепости в селении Цамад
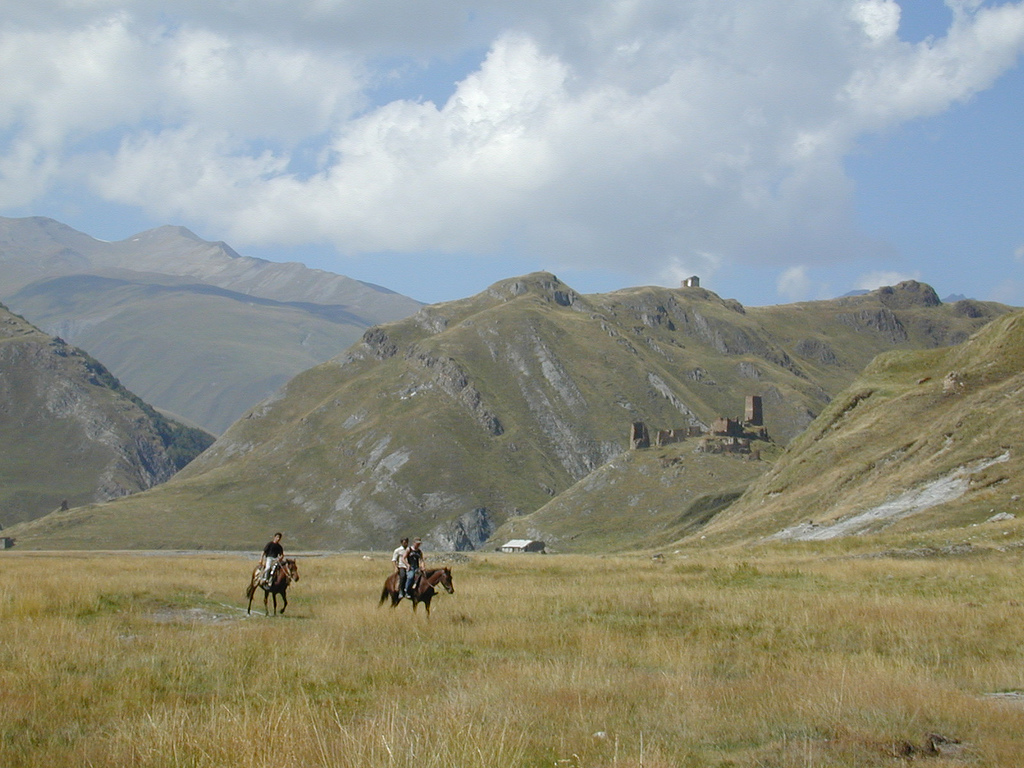
Вид на замок Четоевых в Трусовском ущелье
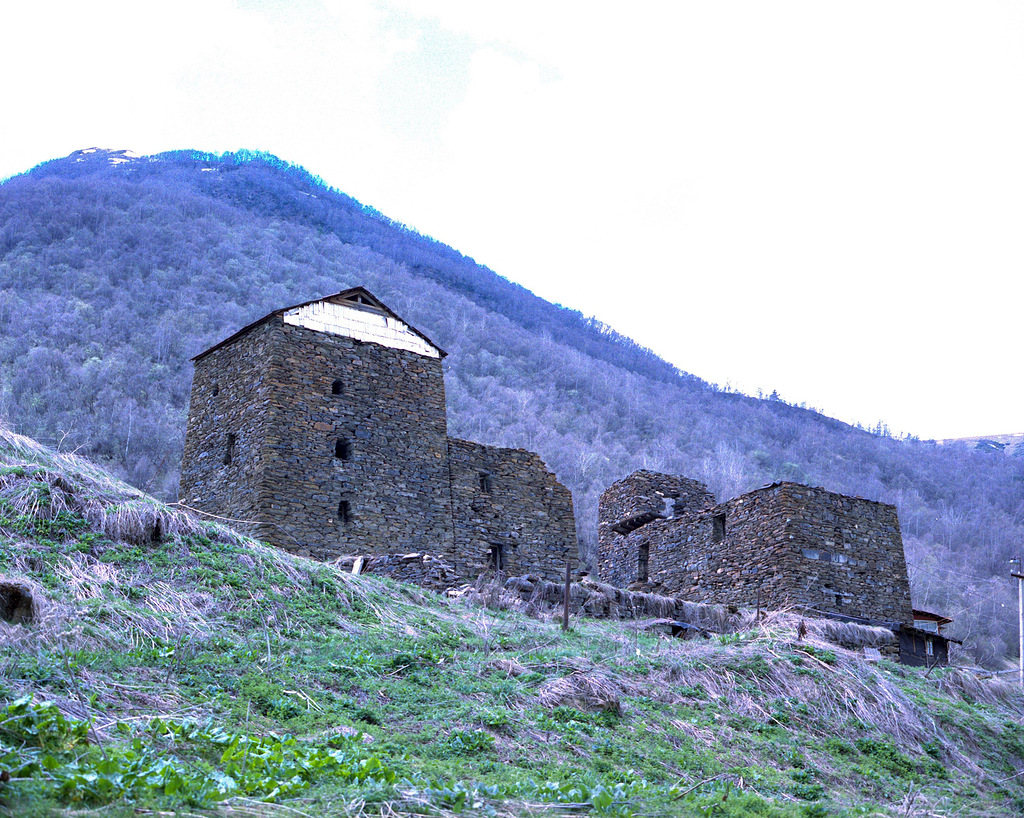
Замок Хубецовых, ущелье Гуркумта
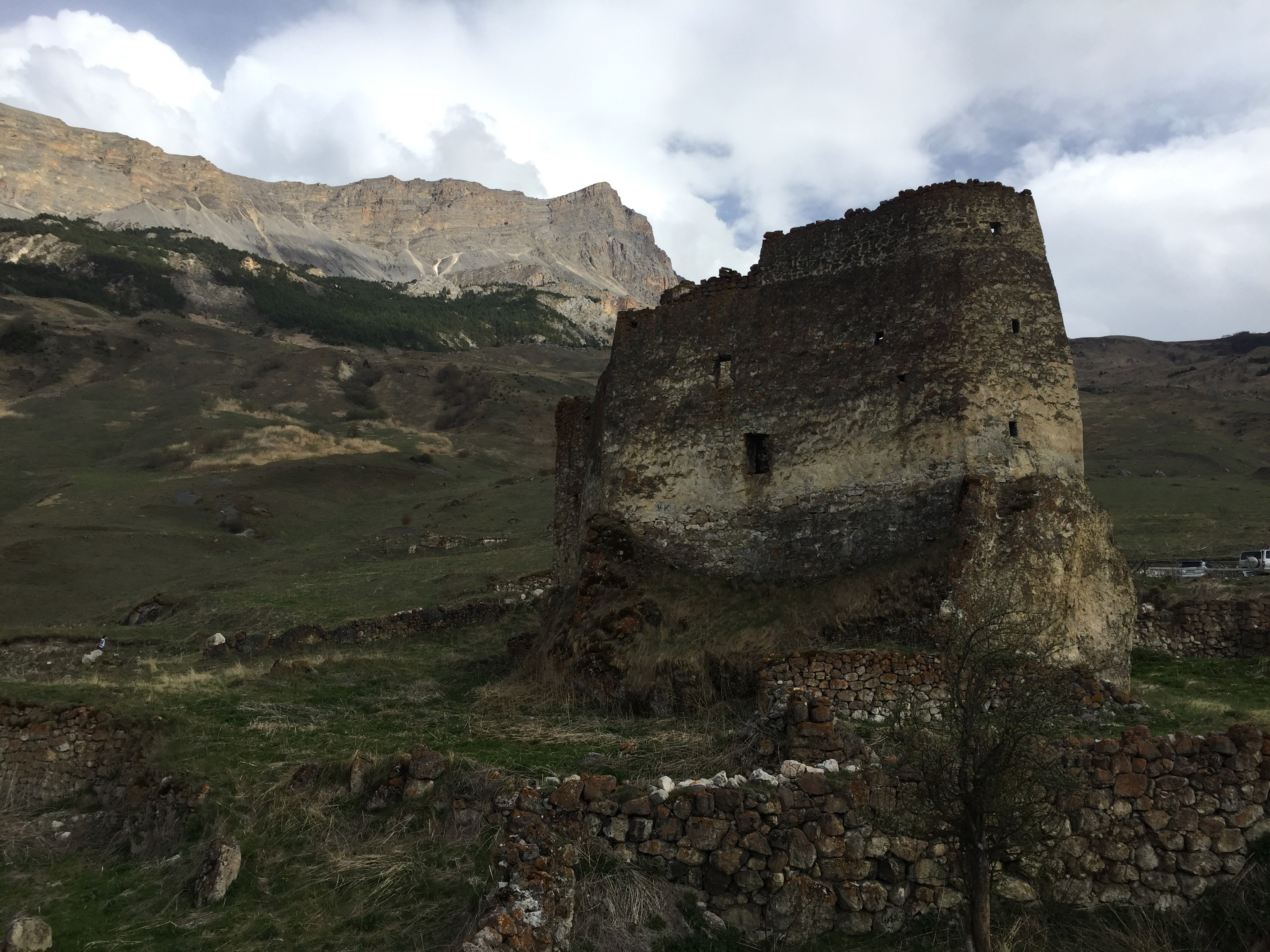
Галуан Фастаевых в селе Ханаз
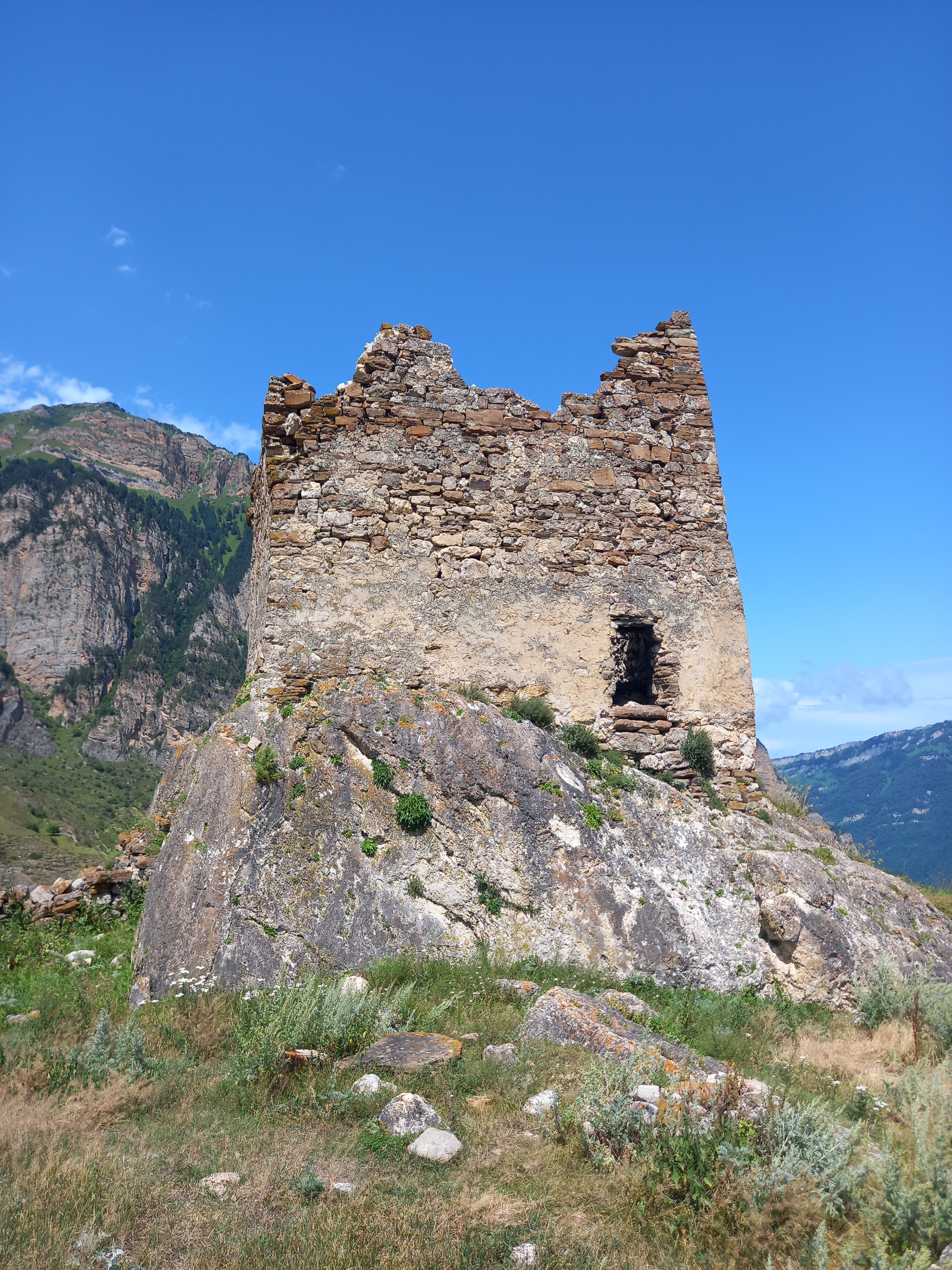
Галуан Левановых, село Лезгор

## Наскальные и пещерные крепости
Крепости — неотъемлемая часть оборонительной системы ущелий. Располагались они, как правило, на значительной высоте, в труднодоступных скалах. Внутренними стенами подобных сооружений зачастую служат скальные породы. Основная часть пещерных и наскальных укреплений располагается в Куртатинском и Алагирском ущельях Северной Осетии.
В Куртатинском ущелье наскальные крепости защищают южную часть ущелья, образуя целый оборонительный комплекс вокруг горы Кариу-хох, контролируя с одной стороны вход в ущелье с равнины, а с другой — из Ардонского ущелья, где имеются аналогичные сооружения (Урсдонская крепость). Всё это говорит о существовании единой системы охраны проходов в ущелья. Проход в Куртатинское ущелье со стороны равнины закрывают Комдагальская и Дзивгисская крепости, расположенные по обе стороны самого узкого места ущелья. Такое расположение укреплений говорит о применении их для распространённого в горах военного приёма: противник спокойно проезжал мимо остававшейся незамеченной Комдагальской крепости (заметить которую достаточно сложно), через 1,5-2 километра путь неприятелю преграждала мощная Дзивгисская крепость. Отступление отрезала вступавшая в действие Комдагальская крепость, и неприятель оказывался зажатым в тиски в самой узкой части ущелья, обстреливаемый с нависающих отвесных скал защитниками ущелья. На стенах крепости Кадат сохранились тамгообразные знаки в виде свастики.
Дзивгисская крепость — одно из наиболее мощных фортификационных сооружений не только Осетии, но и Кавказа. Крепость состоит из шести построек, пристроенных к входам естественных пещер, располагающихся в одной плоскости на различных высотах. Основное укрепление, отличается очень значительными размерами располагается на нижнем уровне и доступ в него возможен по выложенной из камня лестнице. В остальные постройки имелся проход из соседних — по высеченным в скалах тропкам и навесным лестницам, убиравшимся в случае необходимости. Поэтому в ходе боя сообщения между укреплениями было невозможно, и каждое из них было самостоятельным, автономным очагом обороны. Функцией этих небольших укреплений, устроенных на высоте 10-20 м и вмещавших до десятка воинов, было фланговое прикрытие основного укрепления — единственного места, откуда могла вестись активная оборона. Дзивгисская крепость была серьёзно повреждена во время одной из карательных экспедиций царских войск.

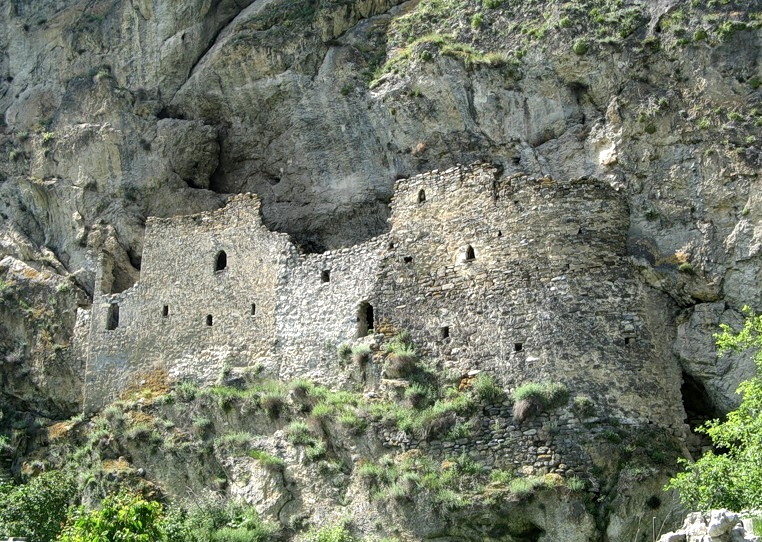
Дзивгиская крепость — крупнейшая наскальная крепость на Северном Кавказе.
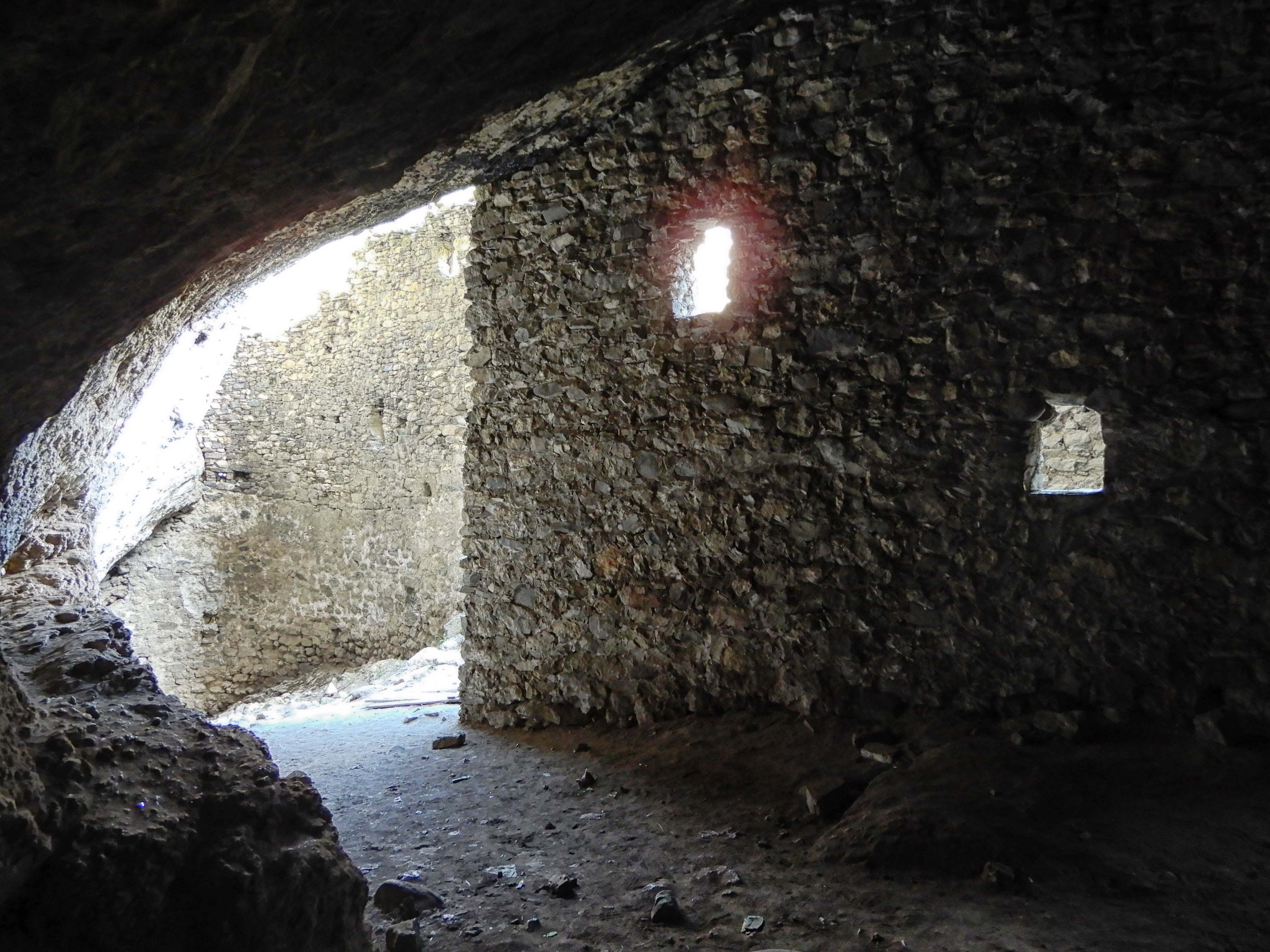
Внутри Дзивгисской крепости.
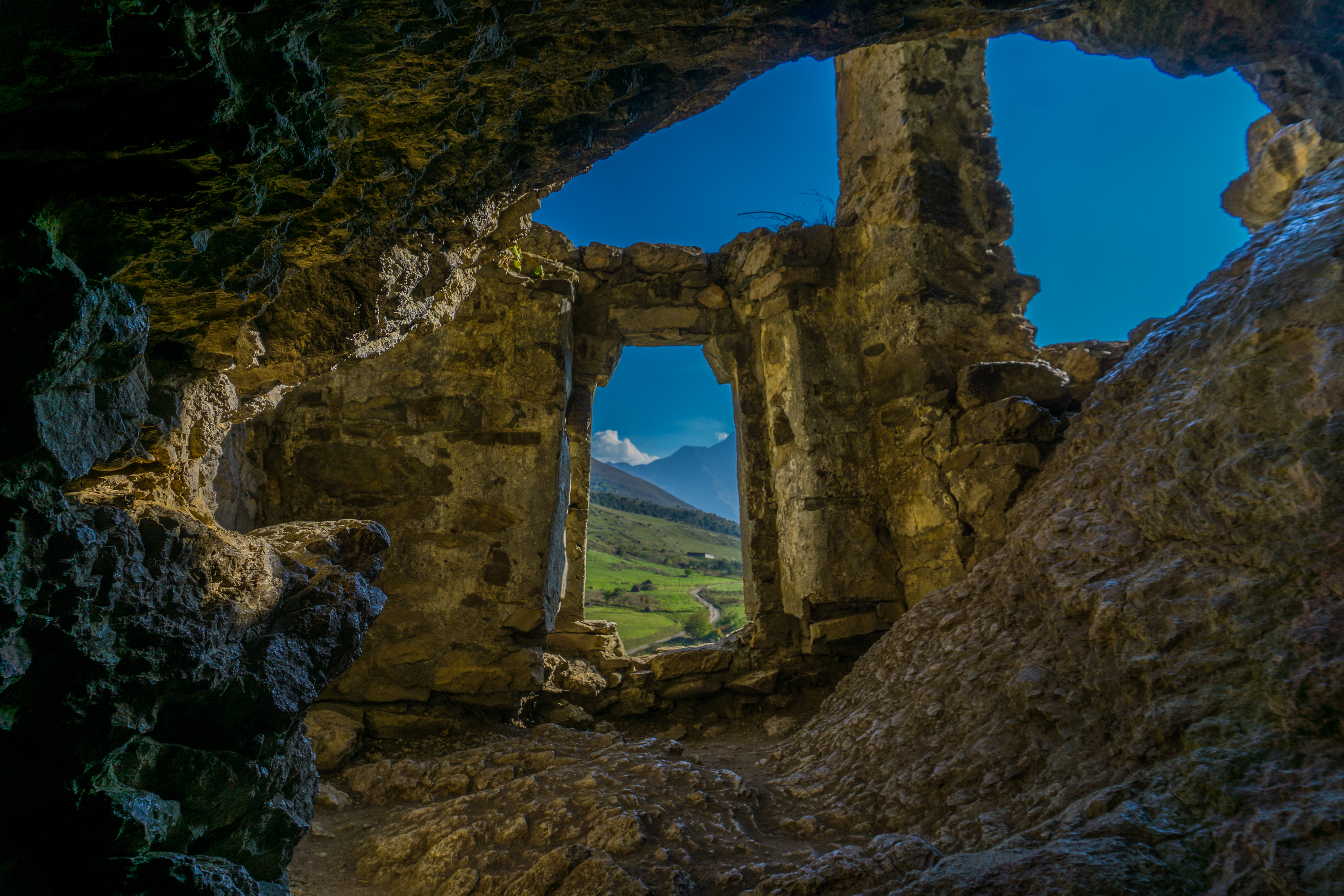
Вид из Дзивгисской крепости.

## Заградительные стены
В целом заградительные стены являются архаичными сооружениями, связаны возможно с военными укреплениями Алании. Все эти внушительные цитадели располагались в узких местах перевальных путей в Закавказье. В Хилакском ущелье расположены две крупные заградительные стены, на относительно небольшом (до 5 км) расстоянии. Эти укрепления защищают верховья Куртатинского ущелья, максимальное количество воинов, которое могли выставить жители четырёх маленьких селений, расположенных неподалёку — 80 человек, в то время как для обороны любой из этих двух стен требуется около 300 (из расчёта 1 человек на 2 метра длины). Создание и содержание подобных цитаделей может иметь место только в эпоху государственности и никак нельзя рассматривать в качестве общинных. Время постройки стен большинство исследователей датируют VII—IX веками.
Рядом с селением Гутиатыкау сохранились остатки мощной оборонительной стены, перегораживающей Хилакское ущелье с востока на запад. Постройка сложена из крупных разноразмерных камней на прочнейшем известковом растворе. Общая протяжённость стены, которая занимает оба берега реки Фиагдон и упирается в крутые горные склоны, — 350 м. Высота стены колеблется в зависимости от рельефа местности — наибольшей высоты достигает на верхних террасах, наименьшей — на крутых речных отрогах. В тех местах, где существует значительный перепад высот, стена усилена шестью боевыми башнями, по три с каждого берега.
Примером подобных сооружений является Бугуловская стена — самая мощная и массивная постройка данного типа. Побывавший в Хилаке в середине XIX века декабрист Владимир Толстой отмечает, что стена в селении Бугултыкау (Куртатинское ущелье), называвшаяся «Ахсини бадан», в его время имела гораздо лучшую сохранность:

Каменная стена поперёк ущелья, имеющего тут около трёхсот саженей, упирающаяся краями об отвесные высокие скалы, а посередине над руслом реки Фиаг-дон перекинута широкая каменная арка, по которой продолжалась дорога, идущая поверх стен. Стена столь толста, что можно по ней ездить повозкой, а внутри её были жилые покои с бойницами, обращёнными к прилегающим снеговыми горам на левом берегу реки; на вершине утёса, в который упирается стена, на весьма значительной возвышенности стоит большая башня, ныне недоступная; всё это сложено из красноватого камня, находящегося в изобилии у устья Куртатинского ущелья.

## Жилые постройки необоронительного характера

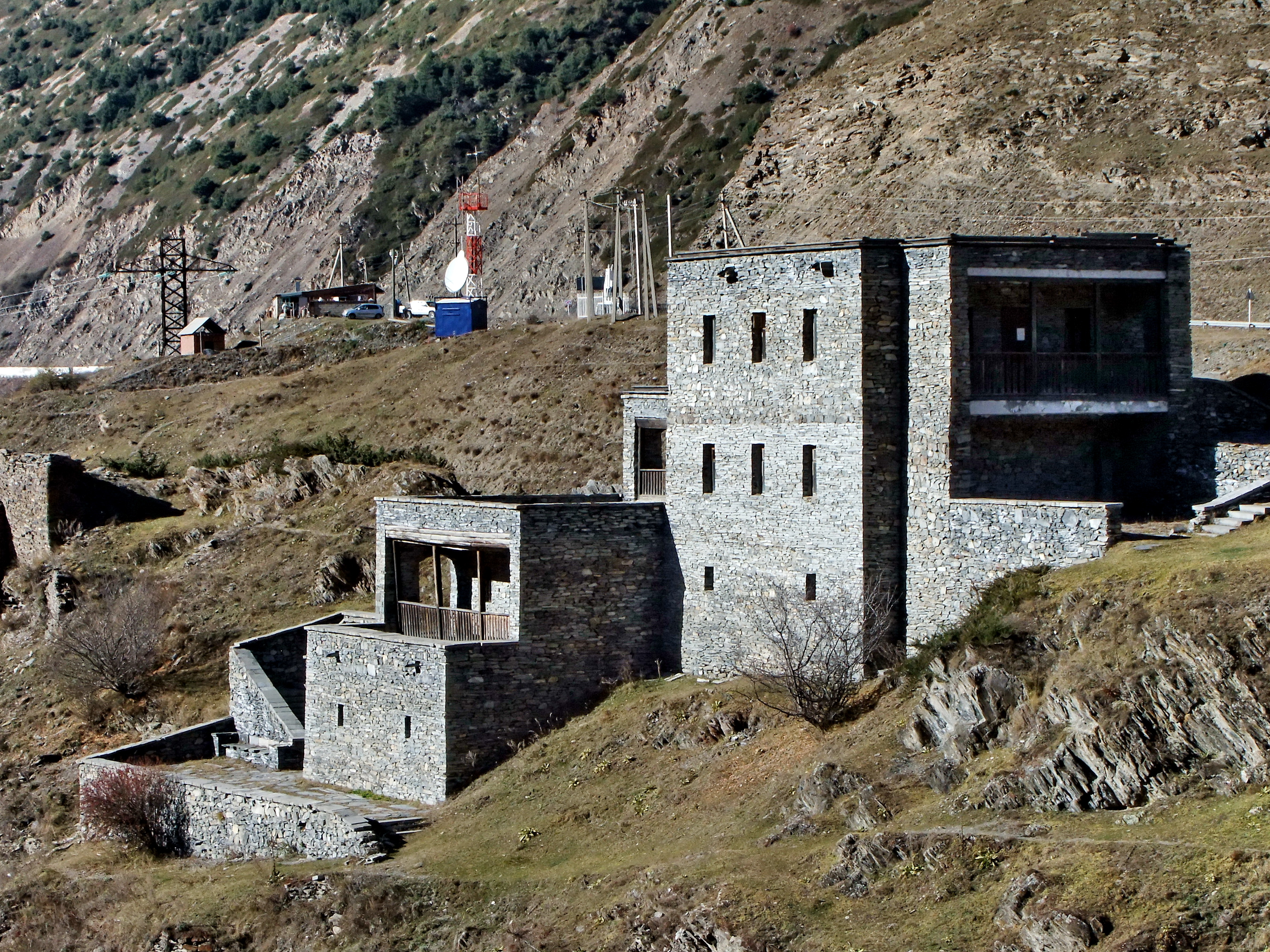
Дом-музей Коста Хетагурова в селении Нар, типичный образец горной осетинской сакли

Строительство обыкновенных жилищ осуществлялось самими крестьянами, что называется, строили всем миром: активно использовалось зиу — традиционный осетинский обычай взаимопомощи, во многом аналогичный славянской толоке.
Традиционное осетинское жилище невысокое, как правило, одно- или двухэтажное. В двухэтажных домах, более распространённых в малоземельных районах, на первом этаже располагались хозяйственные помещения (в частности, стойла для скота), а жилые — на втором. Дома могли быть и трёхэтажными, в этом случае третий этаж служил кунацкой — приютом для приезжих гостей, также часто служил в качестве кладовой. Именно каменная двухэтажная сакля была основным типом жилища в горной Осетии.
Как и в случае с оборонительными сооружениями, для «мирных» жилищ в горах основным строительным материалом служил камень, как правило, необтёсанный камень и каменные плиты. У осетин по этому поводу присутствует поговорка: «Из разрушенного аула и одной башни не построишь, а из разрушенной башни можно построить целый аул». Строительство жилых зданий осуществлялось техникой сухой кладки, а промежутки между камнями заполнялись глиной или затыкались глиной, лишь изредка использовался известковый раствор. В местах, богатым лесом (например, в Дигории или Цейском ущелье), в качестве стройматериала для жилищ и хозяйственных построек использовалось и дерево. Так, нередко нижний этаж мог являться каменным, в то время как верхний жилой — деревянным. Такие полукаменные дома, в частности, были распространены в Южной Осетии. В основном традиционные южноосетинские сакли строились из дерева. Как правило, полностью деревянные осетинские дома были срубными. Строились и турлучные дома, особо распространившиеся на равнине (см. ниже).
В Северной Осетии были наиболее распространены каменные сакли с небольшими четырёхугольными окнами.

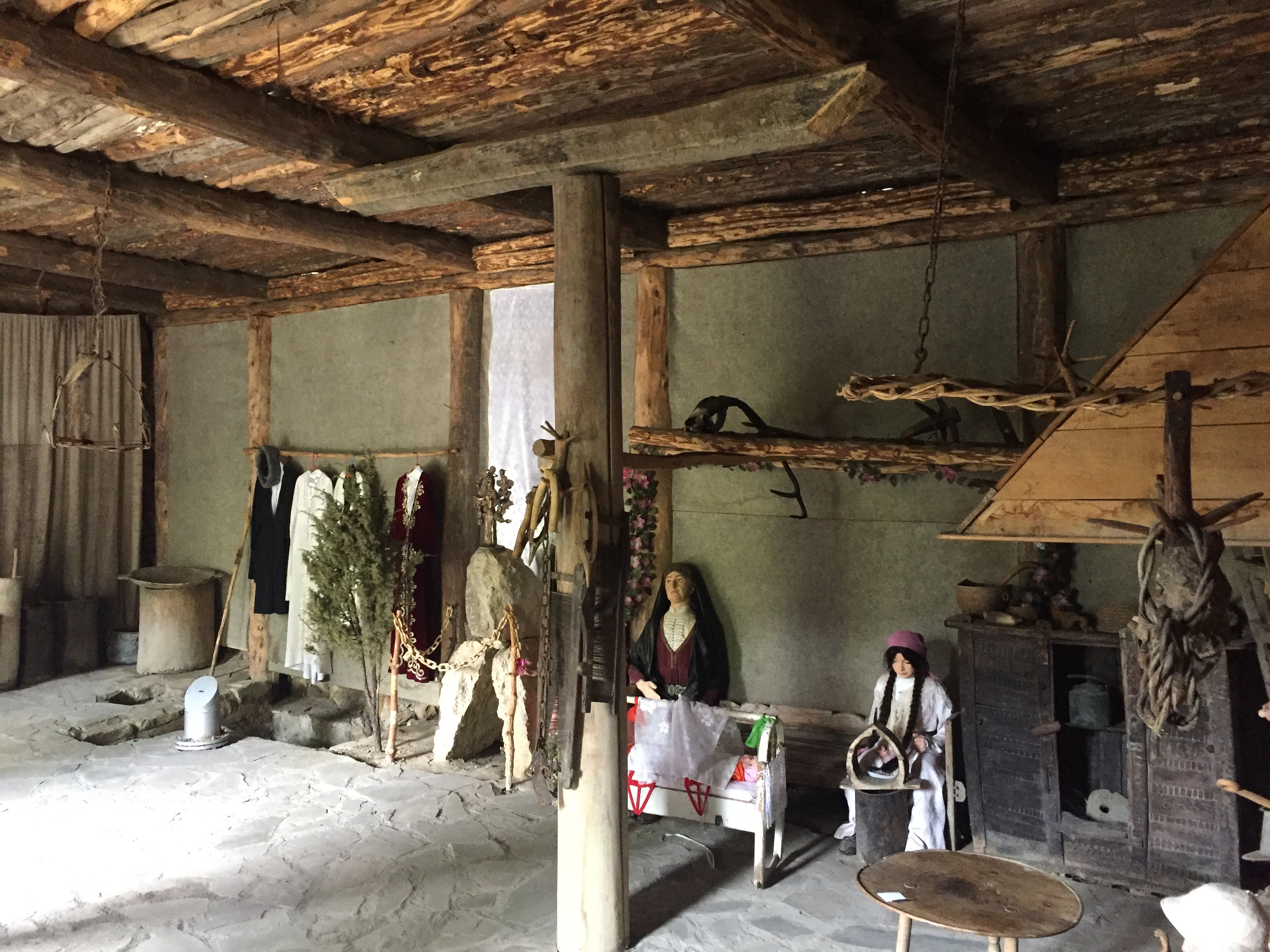
Интерьер традиционного осетинского жилища, этнографический музей при святилище «Задалески Нана» (Нижний Задалеск)

Горные сакли были сложноустроенными и многокамерными, рассчитанными на проживание большой семьи. Главную роль играл хадзар (осет. хæдзар) — комната с расположенным в нём очагом, собственно сам он располагался в центре (и напротив входа) или в углу помещения, он служил своего рода гостиной, сосредоточением домашней жизни, где хозяева сакли проводили свободное время, выполняли различную работу по дому и встречали гостей (особенно если хадзар был единственным помещением). Как и в башнях, в простых горных саклях очаг и железная надочажная цепь играли важное сакральное значение, именно наличие очага определяло жилой характер здания, его старательно оберегали от разрушения, а при смерти хозяина при разделе имущества отцовский дом с очагом переходила старшему сыну. Роль очага вошла и в осетинскую идиоматику: в частности, до сих пор в осетинском языке употребляются такие устойчивые выражения, как проклятие «да разрушится твой очаг!» (осет. уæ, дæ къона фехæла!) или причитание «как разрушился мой очаг!» (осет. мæ къона куыд байхæлди!), обычно употребляемое женщинами при потере кормильца: отца или мужа. Впрочем, цепь играла роль и практическую: на ней располагался котелок для нагревания воды и готовки пищи. Практический смысл нёс и очаг, помимо приготовления пищи он служил и единственным источником отопления, в очаге старались постоянно поддерживать огонь. В глазах осетин это действие несло, как уже было описано выше, и символическое значение: непрерывно горящий огонь очага считался символом стабильного существования и благополучия рода хозяев дома. Над очагом присутствовал дымарь с плетёным каркасом и обмазанный глиной. Именно посередине дымаря располагалась перекладина, на которой и подвешивалась надочажная цепь. По линии очага жилая камера делилась на мужскую (правую) и женскую (левую) половины. Что интересно, понятие «хадзар» также применялось и к самой сакле как к жилому дому. Также в хадзаре спали, для чего обычно напротив очага стояла деревянная кровать грубой отделки и несложной конструкции. Такой же непритязательной и простой по устройству была и другая мебель, также деревянная — скамья-диван с резной спинкой (предназначавшаяся только для старшего мужчины в доме), простенькие лавки и треногие табуретки (вместо них могла присутствовать деревянная или каменная лавка вдоль стены), и обязательный предмет интерьера — невысокий столик-треножник (осет. фынг). Однако мебель была исключительно в мужской половине дома (исключением была люлька для младенцев), и когда вся семья была в сборе, представители мужского пола сидели на вышеупомянутых сидениях, а женского же — стояли у стены, поскольку по обычаям, женщинам не полагалось сидеть в присутствии мужчин. Помимо хадзара, в доме располагалось несколько комнат для парных семей (осет. уат). Такие комнатушки могли пристраиваться к хадзару для готовившегося к женитьбе одного из сыновей в семье или после его же женитьбы специально для него, и в них молодожёны жили до постройки собственного дома. Количество комнат-уатов зависело от количества брачных пар в семье. Тем не менее, первоначальной формы горной сакли является однокамерная, с одним лишь хадзаром. Для многих горцев однокамерные сакли были жильём ещё на рубеже XIX-XX веков, по описанию этнографа Магомета Мисикова, в однокамерных саклях «осетин женился, плодился и женил своих детей. За неимением большего мирился с этим». На втором этаже домов со стороны фасада могла присутствовать галерея-навес, покоившаяся на деревянных столбах. Хлев же, располагавшийся на первом, у богатых и знатных хозяев служил жильём для их кавдасардов, о чём упоминает и Хетагуров. Также в хлевах ночевали (во всяком случае) холостые юноши, не имевшие собственного места в доме. Для ночлега выбирались наиболее утеплённые и просторные хлева, постелью служила солома.
Крыши горных жилищ были плоские и земляные. Крыша устраивалась на расположенных поверх стен балках (поддерживавшимися столбами), поверх которых укладывался кругляк, накрывавшийся хворостом вперемежку с соломой, и уже поверх них насыпалась глина с мелким щебнем, плотно утрамбовывавшаяся. У земляной крыши был небольшой скат, позволявший воде стекать с крыши и не смывать верхний слой глины. На хорошо утрамбованной крыше выполнялись работы по хозяйству, начиная от молотьбы хлеба и сушки зерна и заканчивая традиционно женскими занятиями вроде прядения. Также крыша служила местом отдыха, и даже местом общественных сходов. У деревянных саклей крыша была двух- или четырёхскатная. Пол горных домов также был земляным, лишь изредка пол был дощатым.
Окна в горных жилищах были очень маленькие, вырубленные прямо в стенах. На зиму они закрывались ставнями, представлявшими собой деревянные доски или каменные плиты, а то и вовсе затыкались соломой. Окна не служили источником естественного света, с это задачей справлялись дверные проёмы, бывшие открытыми всё время, за исключением зимы. Двери также были довольно примитивные: низкие, вырубленные топором, без железных частей вроде петель и замков. Также свет проникал в саклю через дымоход, прорубленный в крыше.
Двор как таковой у горных жилищ отсутствовал, ввиду того, что хозяйственные помещения располагались на первом этаже дома.

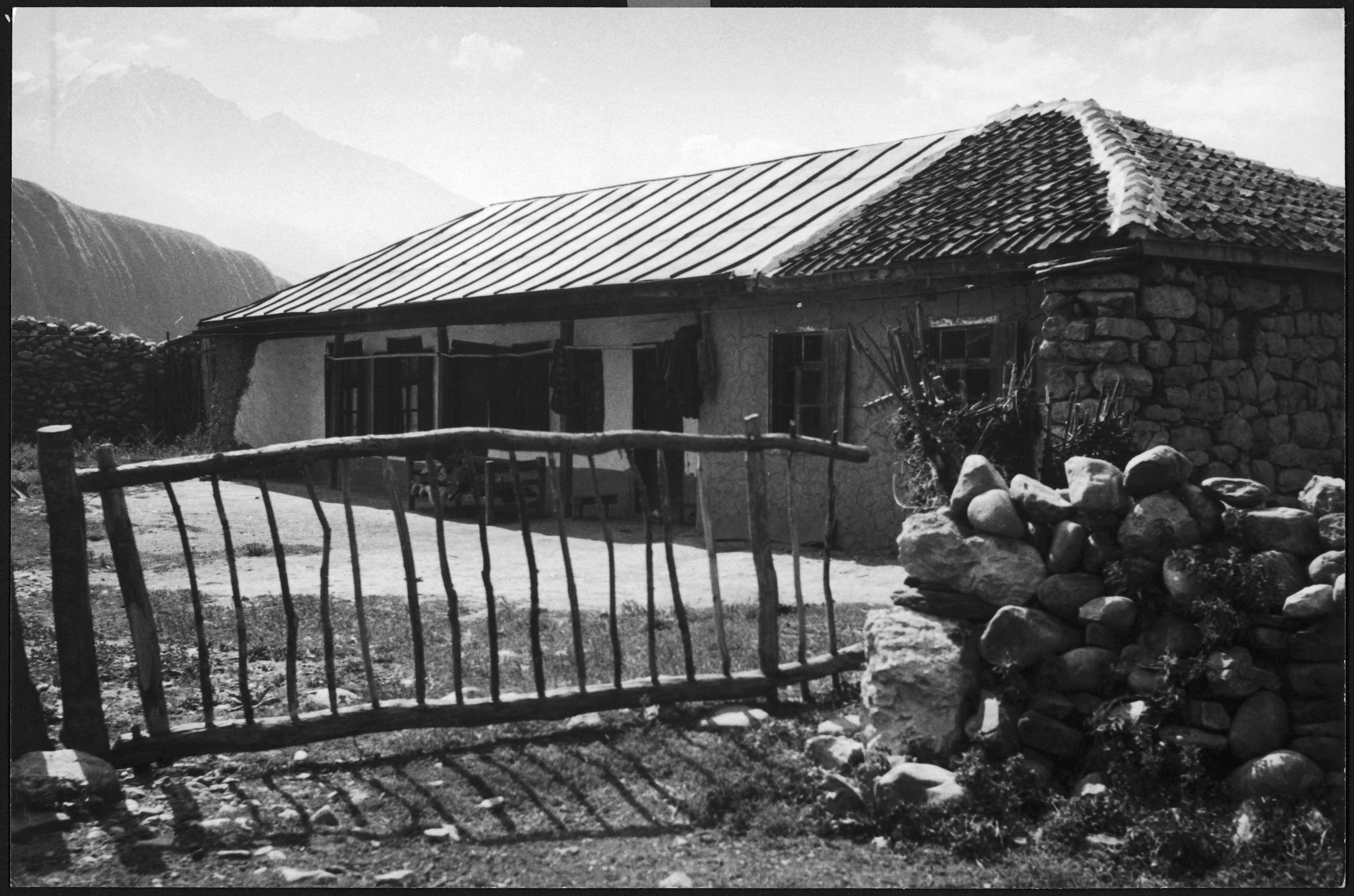
Дом, Северная Осетия, неизвестное место, 1933-1934 гг.

В советские годы, несмотря на отток горцев на равнину, традиционная горская сакля претерпела изменения, связанные с усвоением городской архитектуры. В частности, появились большие двери и окна, дощатые потолки и полы, земляная крыша заменилась вальмовые четырёхскатной. В Северной Осетии крыши стали покрываться черепицей, жестью или шифером. У южноосетинских высокогорных домов крыши стали покрываться дранкой и с очень крутыми склонами, способствующими как моно более быстрому сползанию снега. Помимо двухэтажных домов, схожих со старыми традиционными (и где, однако, помещения на обеих этажах являются жилыми плюс веранда или балкон на втором этаже), в горах также стали строиться одноэтажные деревянные или каменные дома с одной большой кухней, гостиной и нескольких комнат для членов семьи, все эти помещения расположены в ряд и выходят на веранду.
Совершенно иной облик имеют традиционные осетинские дома на равнине. То же можно сказать и об используемых строительных материалах. Равнинное жилище чаще всего представляет собой турлучное здание, то есть возведённое на деревянном каркасе, заполненном плетнём и обмазанном поверх глиной, после чего стены белились. Такой дом был оптимальным решением, ибо процесс домостроительства был относительно быстрым, а материалы — дешёвыми. Русские поселенцы, в том числе и казаки, называли такие дома хатами; схожими по технике возведения были и сакли адыгов. На равнине осетины могли перенимать технику турлучного домостроительства у соседних народов. Также на равнине стали возводиться и бревенчатые дома, при строительстве которых брёвна раскалывались пополам, и колотые доски как раз шли на возведения стен. Фундамент осетинского равнинного дома был низким. Зажиточные крестьяне строили более капитальные, основательные дома. По планировке равнинный дом был двух- или трёхкамерным: большой хадзар и (при наличии) маленький уат был разделён сенями (осет. тыргъ, сена). Комнаты-уаты играли ту же функцию, что и в горах, и возводились таким же образом. Аналогичную функцию нёс и хадзар. Также хозяева равнинных усадеб по возможности старались иметь кунацкую (осет. уазагдон), которая могла быть отдельным зданием или пристройкой к основному дому. В отличие от собственно дома, кунацкая не рассматривалась как частная собственность, и любой приезжий мог остановиться там, не спрашивая хозяев (в частности, этим могли пользоваться односельчане, заходя в кунацкие своих соседей). Равнинные дома, рассчитанные на большую семью, в плане представлял вытянутый прямоугольник, в нём под одной крышей располагалось несколько комнат, окна выходили на одну длинную сторону под навес, откуда из каждой комнаты выходила собственная входная дверь. Крыша равнинной сакли была двухскатная, впоследствии вальмовая; крылась соломой, богатые могли позволить себе черепичную или металлическую кровлю. Пол также был земляным, потолки отсутствовали. Отопление было такое же, как и в горах — открытый очаг, с дымарём и дымоотводом. Также равнинное жилище могло отапливаться каминами и очень редко — русскими печами, впоследствии, однако, широко распространившиеся. Окна были, в отличие от таковых в горских домах, большие, сначала они затягивались бычьим пузырём, впоследствии стеклились. У одной стены вдоль всей камеры строили саманную завалинку, служившую постелью и покрывавшуюся коврами.
Примером такого жилья являются хаты многочисленных хуторов под Моздоком (в которых, помимо осетин и русских, также жили кабардинцы, грузины и армяне), в основном прекративших существование в 1940-х годах (однако присутствовали и в самом Моздоке, так, в 1811 г. Мориц фон Энгельгардт писал, что «большинство строений [в Моздоке] представляют собой плохие хижины из плетения и глины»). Типичный дом в таких хуторах был также трёхкамерным: сени, хандзар и гостиная/кунацкая (хотя также были одно- и двухкамерные дома, но обязательно с сенями); крыша была двухскатная и пологая, покрытая камышом, а сверху — и глиной. После революции открытые очаги и камины были вытеснены русскими печками (отличавшимися меньшими размерами и более простой конфигурацией) и более практичными печами-плитами. Также в моздокских хуторах присутствовали и дома, построенные из саманного кирпича, и также обладавшие пологой двухскатной крышей. В саманных домах в конце XIX века жили более-менее зажиточные хуторяне, бедняки продолжали жить в турлучных (хотя хозяйственные у всех были турлучные). Технология изготовления самана отличалась своеобразностью, Калоев описывает её следующим образом:

Делали его так: подыскивали чистую глиняную почву недалеко от воды и рыли яму глубиной 50-60 см, клали туда рубленую солому, лили воду и месили всю массу ногами или гоняли по ней лошадь. После окончания этой работы начинали делать кирпичи. Формой для кирпича служили особые деревянные ящики  размером 40x50 см. В ящик сыпали мелкую рубленую солому, затем, наполнив глиной, отвозили от ямы на некоторое расстояние и, переворачивая, выкладывали содержимое на чистую землю. Через 3-4 дня после просушки полученные таким образом кирпичи складывали штабелями в шахматном порядке  для окончательного высушивания.
— Калоев Б. А. Моздокские осетины. — М., 1995. — 243 с.
Впрочем, вышеописанные дома и до сих пор встречаются в равнинных осетинских селениях.
Равнинная усадьба была у каждой самостоятельной семьи и обладала прямоугольной формой. Разделялись усадьбы проходящим по меже плетнём, также отделявшим двор от улицы. Позднее усадьбы зажиточных крестьян стали обноситься и дощатыми заборами.
В конце XIX века: в 1880-1890-х годах, на равнине усиливается городское (то есть, общеевропейское влияние), сказавшееся, в том числе, и на архитектуре — появляются дома с городской планировкой, а кроме того усваиваются новые техники строительства, строительные инструменты и стройматериалы. Также с появлением капиталистических отношений на осетинском равнинном селе домостроительство с помощью зиу заменяется привлечением специалистов, в основном грузин-плотников. По описанию Алихана Ардасенова «все новые постройки в Осетии делаются грузинами из Рачинского уезда». Печи укладывали русские печники, особо ценившиеся осетинами. Турлучные сакли начинают заменяться деревянными, обмазанными глиной и соломенной или черепичной кровлей. Из домов же наиболее зажиточные крестьяне начинают строить многокомнатные, деревянные, обмазанные глиной и с черепичной или металлической кровлей, а также кирпичные дома с металлической крышей, ничем не отличавшиеся от таковых в городах (кирпичом могла отделываться и сторона деревянных домов, обращённая к улице). Также у зажиточных крестьян в домах стали появляться застеклённые веранды. В советские годы (в первый раз — ещё в 1920 г.) приток осетин из гор на равнину усилился, что привело к новому витку развитию равнинной традиционной архитектуры (в частности, переселенцы стали возводить изначально благоустроенные сёла, хотя работы по благоустройству проводились и в возникших до революции поселениях, в том числе и в горных). В целом осетинские сёла, как и горные, так и равнинные, в XX веке всё больше урбанизируются, а некоторые и вовсе получают статус городов. Новый виток строительства благоустроенных домов в осетинских сёлах произошёл после войны. В XX веке осетины-колхозники в основном строили трёх- или четырёхкомнатные кирпичные (из красного кирпича) или саманные дома квадратной планировки с черепичной крышей, деревянным полом и деревянным оштукатуренным потолком. Из помещений присутствовали кухня, прихожая (сени) и кладовая, впрочем, количество комнат могло быть и больше, так, одна из них могла служить гостиной. При наличии могла быть и остеклённая веранда или открытая терраса. Иногда могли строиться и двухэтажные дома, в качестве рудимента традиции уаты в качестве парадных комнат располагаются на втором этаже, а остальные жилые помещения, включая гостиную-отголосок хадзара — на первом. Традиционная деревянная мебель в советские годы вышла из употребления, и ей на смену пришла фабричная городская — в частности, в саклях появились буфеты, книжные шкафы и шифоньеры; а также появились другие элементы городского быта, как радио, телевизоры и т. п. В середине XX века кровати в осетинских сельских домах были преимущественно металлическими, по большей части никелированными, старинные деревянные кровати использовались для складывания вещей и в качестве лишней постели. Известная до того традиция украшать стены оружием к середине XX века сошла на нет. Вышли из употребления и циновки из болотной травы (осет. ерджен) с красивым геометрическим орнаментом, вешавшиеся на стены за кроватями, и встречавшиеся в осетинских домах ещё до войны; на сменам циновкам настенные ковры. В качестве отопления русская печь была вытеснена голландкой.

## Церковная архитектура

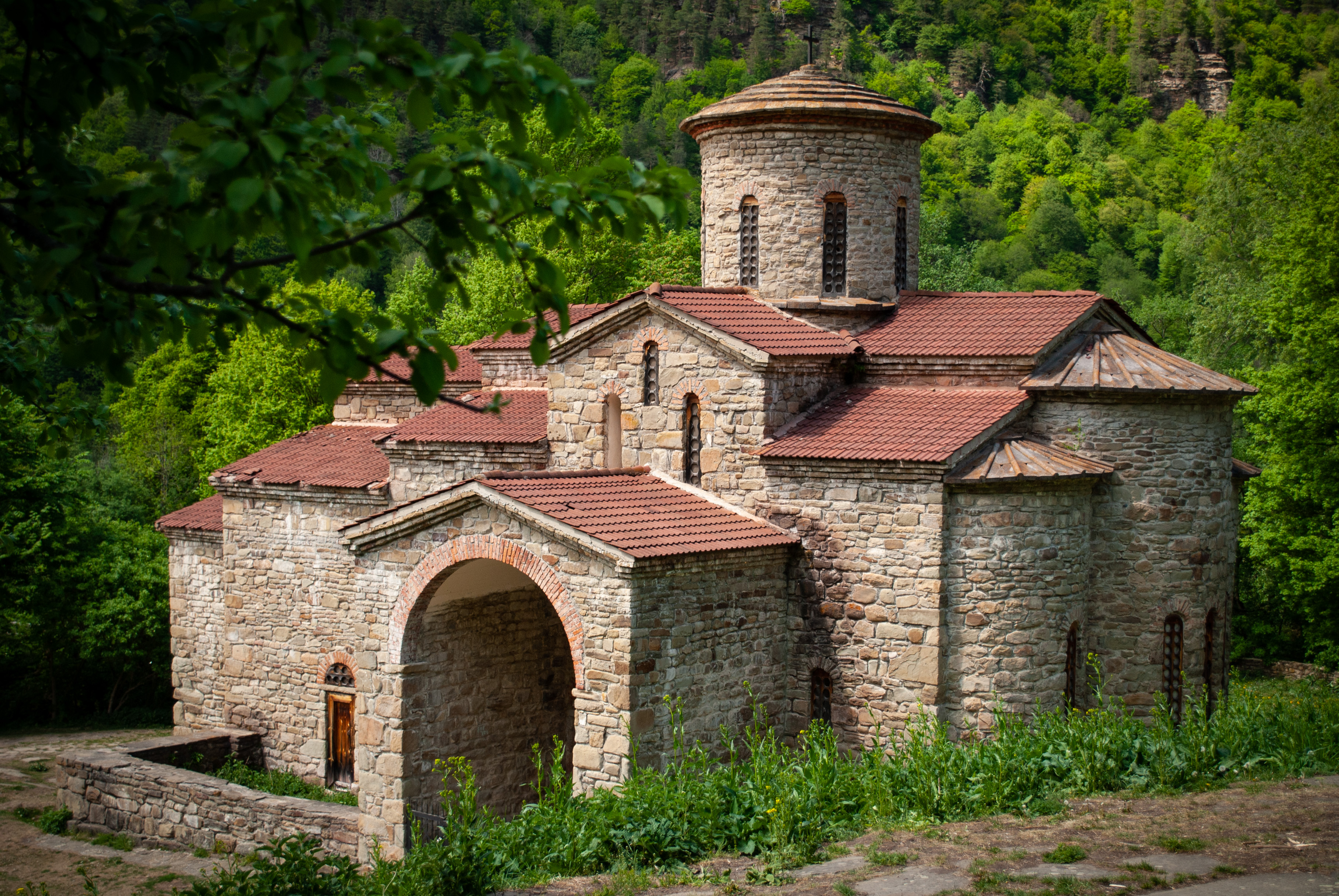
Северный Зеленчукский храм — образец раннесредневековой аланской культовой архитектуры

Зарождение храмовой архитектуры у осетин связано с принятием Аланией христианства. Однако проследить её подробности довольно проблематично ввиду недостатков источников о христианизации Алании: основным являются письма константинопольского патриарха Николая Мистика (около 914 г.). Этот фактор привёл в своё время привёл к тому, что среди учёных шли большие споры о начале храмового строительства на территории Алании.
Всего хронологически выделяют два типа церковной аланской архитектуры: ранний (X—XIII вв.), памятники которого сосредоточены в западной части средневековой Алании: нынешних Карачаево-Черкесии, Кабардино-Балкарии и частично Краснодарского края; и поздний постмонгольский (XIV—XVI вв.), с памятниками, сосредоточенными на востоке Алании — собственно современной Северной Осетии и частично Ставропольского края. По другой версии, храмовое зодчество, по крайней мере, на территории нынешней Северной Осетии подразделяется не хронологически, а географически: по территориальному разделению тех или иных этнических групп в Средние Века. Храмы раннего этапа характеризуются присутствием купольных крыш. Помимо купольных храмовых сооружений, из культовых сооружений в Алании (равно как и на Кавказе в целом) возводились базилики, значительно, однако, отличавшихся от таковых в Средиземноморье, и больше связанных с подобными сооружениями в Анатолии и на Ближнем Востоке; в частности, различия выражались в большей тяжеловесности сооружений.

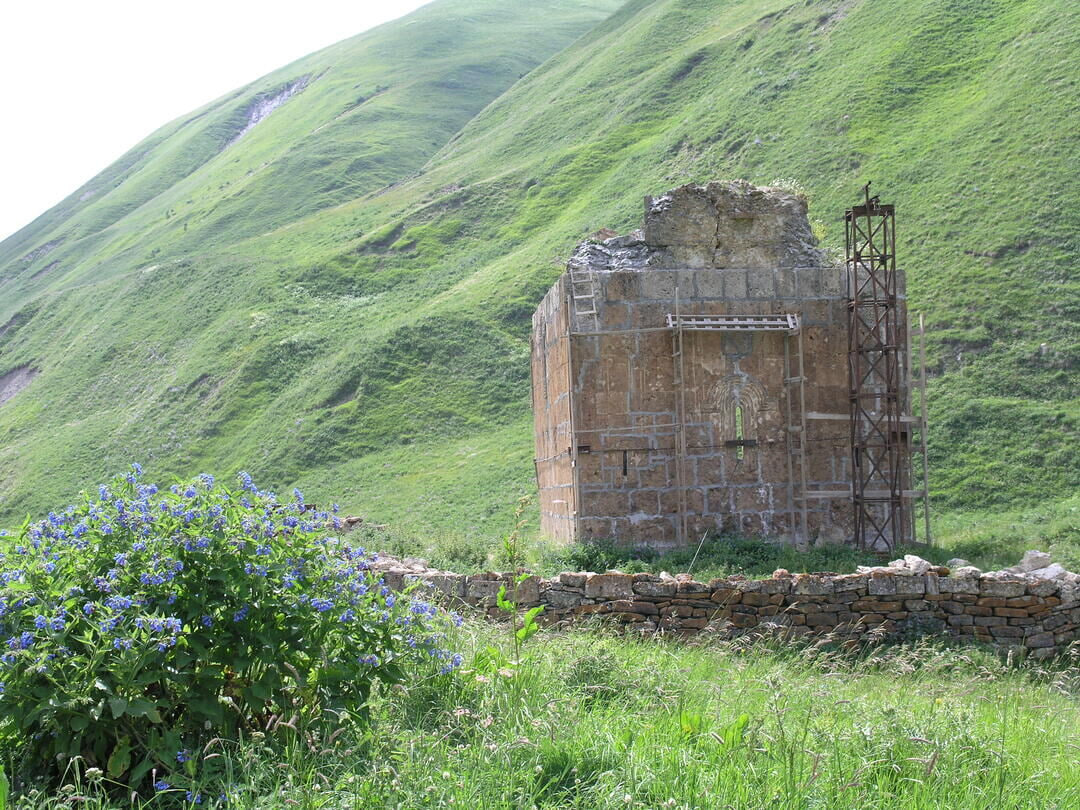
Руины Зругского храма, IX в.

Раннесредневековые западноаланские храмы подвержены сильному византийскому влиянию. Древнейший датированный сохранившийся на территории России православный храм (и христианская церковь вообще) — Сентинский (ныне в окрестностях аула Нижняя Теберда Карачаевского района Карачаево-Черкесии), согласно присутствующей на северной стене восточного рукава, был возведён в 965 г. для Аланской митрополии (именно находка этой надписи помогла установить примерное время начала храмового строительства в Алании). По-видимому, столь долгий перерыв между первыми упоминаниями о христианизации Алании и постройки первого храма связан с вынужденным изгнанием христианского духовенства и разрыва связей с Византией после поражения алан от хазар, датируемому около 932 г. (согласно одному из арабских источников); другим косвенным подтверждением такой теории может служить то, что на руинах некоторых северокавказских базилик того же периода (например, в базилике в Ильичёвском городище на Тамани) присутствуют следы разбора непосредственно жителями, а не природные или военные разрушения. Впрочем, ко времени, более близкому к постройке Сентинского храма — в 950 г. византийский базилевс Константин Багрянородный в своем трактате «Об управлении империей» упоминает Аланию в качестве союзницы Византии (хоть и не упоминая об аланах как о христианах, но обращаясь к аланскому правителю как собрату по вере). Таким образом, дошедшие до наших дней аланские купольные храмы датируются периодом после 950 г. Другими примечательными памятниками аланской храмовой архитектуры раннего Средневековья является храмовый комплекс X в. в Нижнеархызском городище на реке Большой Зеленчук (ныне Зеленчукский район Карачаево-Черкесии), некоторыми ассоциируемом с Магасом — столицей Алании. Что интересно, по-видимому, Средний Зеленчукский храм перестраивался (возможно, с целью придать зданию более совершенный и правильный вид), а та же самая артель могла стоять и за возведением Сентинского храма. Помимо непосредственно алан, в строительстве культовых сооружений могли принимать зодчие, мастера и строители, приглашённые из-за рубежа: из Абхазии, Византии и Грузии. По-видимому, за строительство Сентинского и Среднего Зеленчукского храмов были ответственны мастера-абхазы, либо, что более вероятно, выходцы из малоазийских приграничных областей Византии. Строительство же Северного Зеленчукского храма с большой точностью было осуществлено именно выходцами из Абхазии, за основу был взят храм из Лыхны (а не наоборот, вопреки высказываевшимся иногда предположениям), поскольку в византийских провинциях в это время обычной практикой было проектирование и дальнейшее строительство храмов с ориентацией на существующие к тому моменту образцы. Версия Лыхненского храма как «прототипа» Северного Зеленчукского поддерживается исследователями, начиная с Владимира Кузнецова (хотя предположения об этом влиянии высказывались ещё в конце XIX-начале XX вв.).

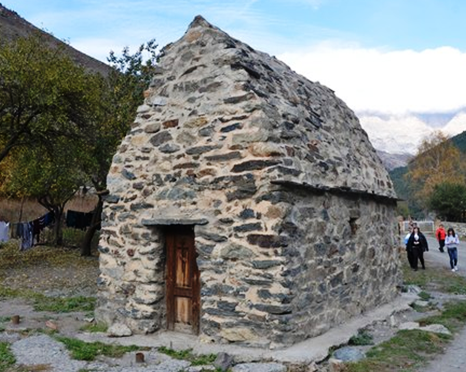
Нузальская часовня, XIII в.

На территории современной Северной Осетии самым ранним очагом христианства стала Двалети (Туалгом) — область, охватывающая современную Южную Осетию и приграничные районы РСО, в которой деятельность миссионеров прослеживается с VI в., и при этом христианизация плавно протекает в Двалети с территории Грузии. Впрочем, распространение христианства в этой области было встречено не без сопротивления, что особенно касалось горских обществ (помимо стремления сохранения традиционных верований, сопротивление христианизации было также вызвано стремлением сохранить автономность отдельных патронимий); однако в результате христианизация Двалети из других областей Осетии прошла наиболее успешно, что в частности, выражено в сохранившихся памятниках церковной архитектуры, но в то же время двальское культовое зодчество наименее подвержено влиянию именно христианской архитектуры. Храмы Двалети отражают дохристианскую осетинскую мифологию, неся вместе с этим на себе следы христианского влияния. Примером двальской церковной архитектуры является храм Нары-Дзуар, расположенный в селении Нар, датирующийся X—XI в. Скорее всего, в возведении этого храма принимала участие артель местных мастеров. Одной из главных особенностей храма является внутренняя поперечная стена, отделяющая наос от алтаря; данная особенность характерна для раннесредневековой храмовой архитектуры, в том числе одноапсидных храмов близ Нижнеархызского городища, но она не применялась в грузинском храмовом строительстве. Кроме того, храм демонстрирует другую особенность, отсутствующую в грузинских храмах — слабовыраженная апсида, выступающая из наружной стены. Также к образцам церковной архитектуры Двалети в это время можно причислить Зругский храм — однонефное сооружение со вписанной полукруглой апсидой, обладавшее цилиндрическим сводом, снаружи перекрытой двухскатной кровлей, покрытой сланцевыми плитами. В отличие от храма Нары-Дзуар, Зругский храм, вероятно, был построен грузинскими мастерами.

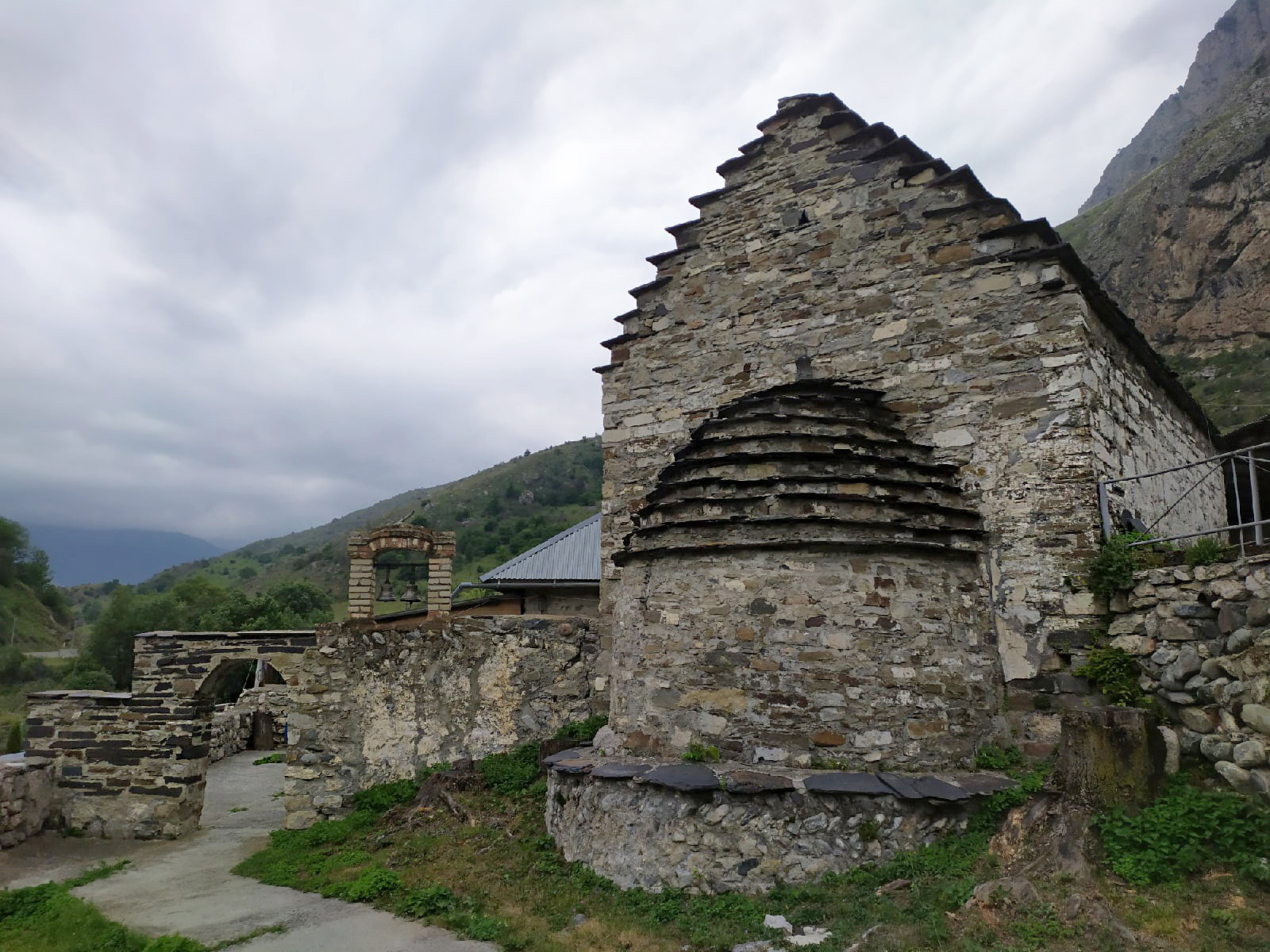
Позднесредневековый (XIV—XV вв.?) храм Святого Георгия в Дзивгисе

В XIII в. после монгольского вторжения активность храмостроения в западной части разорённой Алании уменьшается и к следующему столетию смещается на восток, где испытывает сильное влияние грузинской храмовой архитектуры, выработавшей к этому момент свой собственный уникальный стиль (по другой же версии, несмотря на сильное влияние грузинского христианство, аланское храмовое зодчество того времени практически не испытало никакого влияния со стороны архитектурных традиций вне Алании). Храмы этого периода гораздо меньше, представляют собой небольшие зальные постройки с апсидой — алтарём. По сравнению с храмами предыдущего периода, эти храмы очень трудно поддаются датировке. Из иноземных мастеров в это время приглашают грузин — так, в позднесредневековой Нузальской часовне росписи были выполнены грузинскими живописцами, что подтверждается стилистическими особенностями и подписями мастеров. Что интересно, одна подпись — явно аланского происхождения: «Валлак Истли», вероятно, подписанный обучался мастерству стенописи в Грузии. По народным преданиям, наибольшее распространение храмы «грузинского» типа имели при царице Тамаре. На территории Северной Осетии большим своеобразием отличаются храмы XIII—XIV столетий сосредоточенные в Дигории, дигорские храмы этого периода имеют общность происхождения с христианскими храмами на территории Ингушетии (несмотря на большую удалённость между ними; при том известны факты присутствия грузинских миссионеров на территории современной Ингушетии). Довольно необычными с архитектурной точки зрения являются культовые сооружения Верхнеджулатского городища (Татартуп) близ села Эльхотово, также датируемые XIII—XIV веками: сложенные из квадратного кирпича-плинфы «золотоордынского» типа сочетают в своей планировке религиозный синкретизм из дохристианских осетинских верований, православия, католицизма и в незначительной степени ислама, исповедовавшегося татаро-монгольским населением городища.
После вторжения Тамерлана на Кавказ аланская храмовая архитектура получает непоправимый урон, позднесредневековые аланские храмы сильно уменьшаются в размерах (примерный размер — 4×2 м), а внутреннее убранство сильно упрощается. Так, внутри присутствует арка, имитирующая старую алтарную преграду, порой присутствует некое подобие престола (впрочем, в некоторых храмах после Тамерлана по инерции устанавливаются сосуды-голосники, практически не нужные для столь маленьких зданий). Данные процессы связаны и с тем, что христианство в это время из институциональной религии превращается в бытовую (в частности, Аланская епархия практически прекращает своё существования) и активно смешивается с дохристианскими верованиями осетин (вплоть до того, что многие из храмов превращаются в языческие святилища; хотя этот процесс происходил и в XIII веке), а также с христианством грузинского и византийского образца. Храмы этого периода уже не несут никакой литургической функции. В XVI веке аланская храмовая архитектура угасает. Однако её следы прослеживаются в архитектуре склепов (либо же напротив, погребальная архитектура повлияла на позднейшие аланские храмы, по сути представляющие собой увеличенные в размеры склепы).
Вновь культовые сооружения в Осетии начали возводиться только после присоединения к России.

## Архитектура святилищ традиционной осетинской религии

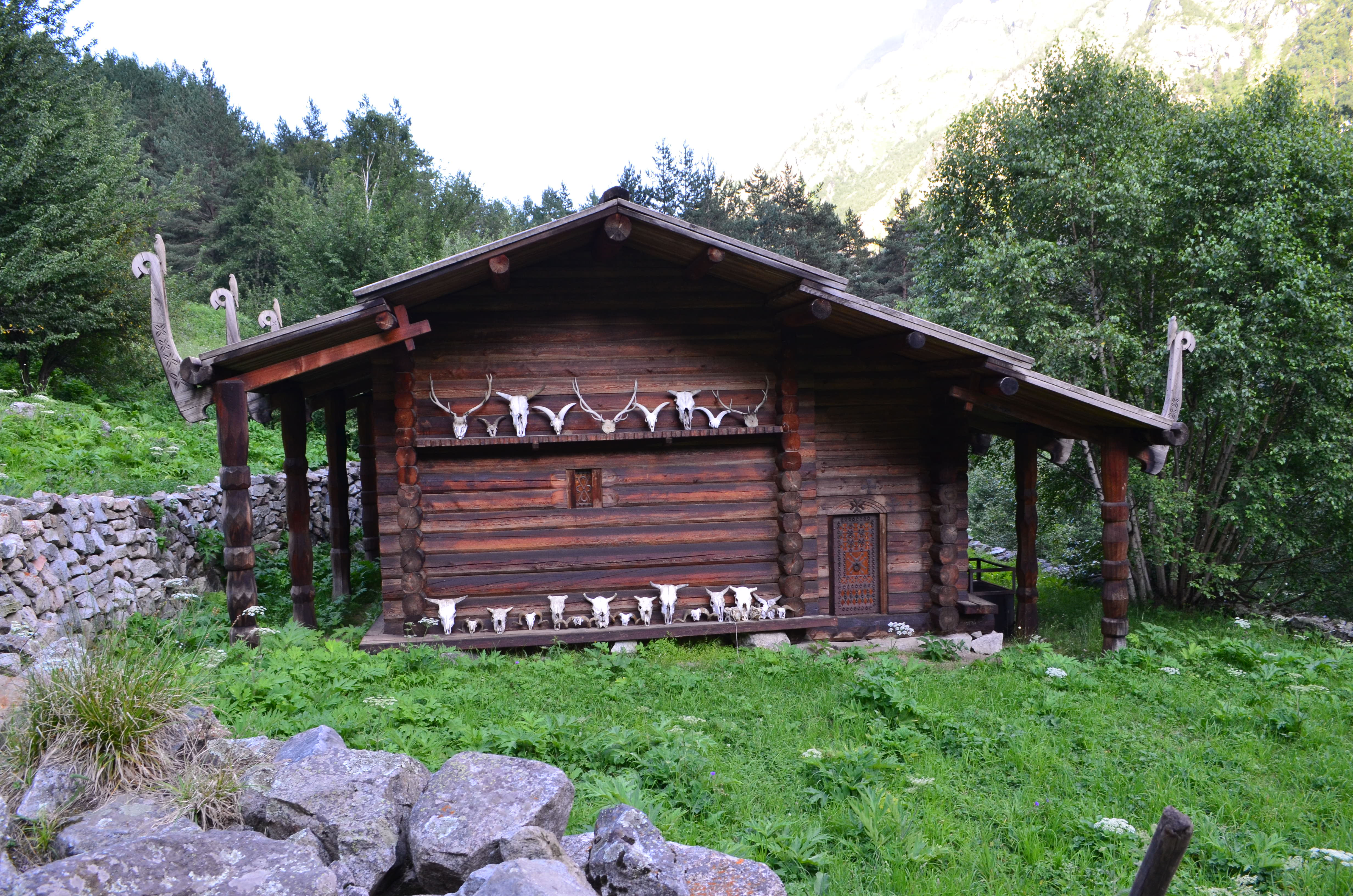
Святилище Реком

В традиционной осетинской религии функции здания для справления культа исполняет дзуар — святилище, как правило, небольшого размера, посвящённое тому или иному небожителю (в народное христианстве отождествляемом с определённым святым). С XX века подобную функцию исполняет хадзар — своего рода молитвенный дом, также исполняющий функции места общественных встреч, и, как правило, встречающийся в урбанизированных местностях.
Подавляющее большинство святилищ строилось из камня, методом сухой кладки. Одним из значимых исключений (и одним из наиболее почитаемым святилищ) является деревянное святилище близ Верхнего Цея (Цейское ущелье), посвящённое Рекому — божеству плодородия в осетинской мифологии. Данное сооружение, выстроенное из сосны, было построено, вероятно, в XIII-XIV вв., и к нашему времени реставрировалось 4 раза (а в 1995 г. и вовсе сгорело дотла, но было восстановлено). Не исключено, что святилище Реком какое-то время (если не с самого начала, если учесть) функционировало как христианский храм: среди реликвий святилища присутствует колокол (в частности, описанный побывавшим в святилище Владимиром Толстым), являющимся даром грузинского царя, преподнесённого, судя по датировке на самом колоколе, в 1688 г.